# 龍與雀斑公主
《龍與雀斑公主》是2021年日本動畫電影，由細田守編劇和執導、地圖工作室和愛爾蘭Cartoon Saloon動畫工作室多国合拍製片，主要配音演員包含中村佳穗、佐藤健、成田凌、染谷将太、玉城蒂娜、幾田莉拉等人。

## 背景
本作是細田守自《未來的未來》後所執導的第6部原創動畫作品，也是他繼《數碼寶貝大冒險 我們的戰爭遊戲！》和《夏日大作戰》後第3部有關網路世界的作品。故事分別以四國地區高知縣鄉村和虛構的網路虛擬世界「U」為主要背景，敘述因為喪母失去歌唱能力的女主角內藤鈴（小鈴）踏入「U」世界成為知名虛擬女歌手「貝兒」，遇見受網民高度關注的「龍」後，展開兩個世界之間的冒險旅程，涉及的主題包含心理創傷、人際關係、成長蛻變，同時探討網路文化、家庭暴力、農村人口外流等社會議題。
細田守製作本片的靈感，源自於任職東映動畫時期觀賞迪士尼動畫電影《美女與野獸》的啟蒙、對日本動畫描繪女性角色的視角和手法同時影響虛擬世界和現實世界的省思，還有思考自己的女兒如何在擁有網際網路的世界自處生存、年輕一代同時在網路世界和現實世界活動的常態，由此奠定電影創作的基礎。製作本片時則分別採用手繪與3D電腦圖形的繪圖技術，區分現實世界和虛擬世界的人事物。本片由東寶負責影片的發行，於2021年7月15日在法國坎城影展首映，現場觀眾起立鼓掌超過14分鐘，翌日7月16日於日本院線正式上映後，陸續於其他海外國家或地區播映，獲選參與多個國際影展，亦推出IMAX、杜比影院、MX4D等形式。
《龍與雀斑公主》在日本國內與海外地區的票房總合超過6400萬美元，創下細田守歷年執導生涯的新高紀錄。外界對本片的反響兩極分化，但在西方影評界則獲得普遍較正面的評價，爛番茄網站蒐集的128條評論，平均對影片抱持95%的好評度，媒體與影評家讚譽影片的動畫藝術呈現效果、優美生動的音樂、鮮明對比的世界觀、虛擬與現實的議題，分歧主要出現在對劇情和主角後期救援行動的認同程度，還有些評論指謫編劇設定存在著零散雜亂和轉折趨於突兀、忽視現實邏輯情境和沒有對提出的部份問題加以解決的缺點，電影裡描繪家庭暴力救援的橋段亦在日本造成爭議。本片獲頒盧卡諾影展2021年新設立獎項「盧卡諾兒童獎」，成為第一個獲得該獎項的電影，亦獲得錫切斯影展最高榮譽獎、第45屆日本電影學院獎的優秀動畫作品獎和最優秀音樂獎、第9屆VFX-JAPAN獎劇場公開動畫電影部門最優秀賞作品等獎項，還有第49屆安妮獎的五項獎項提名。電影的成功讓與影片有關的多個地點成為旅遊熱點，還引起更多人關注網路虛擬世界對現實世界造成的影響，本片還被收錄進日本文部科學省審核通過，於2024年啟用的高中美術教科書（文部科學省審定教科書），作為動畫製作教學範例。女主角的名字亦被元宇宙平台「SUZUVERSE」創辦者作為該平台的命名靈感來源。

## 故事內容
電影主要的背景分別設定於現實世界的日本，還有集合全球50億人以上、人稱「另一個現實」的網路世界「U」。其中「U」的使用者註冊登錄帳號時，只要使用智慧手機和配戴個人物件，掃描自己的生物資訊、照片、個資等資訊，便能創造個人的虛擬分身「AS」和透過科技裝置在「U」活動，不但可在「U」世界受資訊安全保障和激發自己的潛能，而且無論是現實的生理和心理狀態都能夠投射在「AS」上，但是受「U」系統追蹤使用者生物資訊的技術限制，僅能擁有一個「AS」。「U」世界所發生的事件也會連帶影響現實世界。

### 劇情
小鈴（內藤鈴）是住在高知鄉村的17歲女高中生，自幼失去母親的她和父親相依為命。小鈴原本最喜歡和母親一起唱歌，但隨著母親意外過世，她就再也無法唱歌了，並且不知不覺間與父親也產生了隔閡，漸漸地不再向現實世界敞開心扉，埋首於作曲之中，由曾和小鈴母親熟交的合唱隊成員們協助關懷。某天，小鈴透過摯友兼同校同學小弘（別役弘香）的引薦，正式註冊「U」帳號創造屬於自己的「AS」，以「貝兒」這一角色的身分加入其中，經過探索發現自己能夠在「U」世界中自然歌唱，加著小弘和偶遇的「U」世界網民「天使」支持，小鈴（貝兒）開始不斷在「U」世界發表自己創作的歌曲，耗時六個月在「U」世界獲得巨大人氣。但就在此時，一隻被「U」世界自警團「正義」追緝、形似龍的謎樣生物伴隨著轟鳴聲出現在她的面前，不僅導致小鈴（貝兒）的演唱會被迫中斷，還使得「U」世界網民開始在「U」世界和現實發起「尋找龍的真面目」行動。小鈴（貝兒）和小弘開始留意龍的存在，迴避自警團「正義」尋找龍的期間，小鈴經由「天使」的引導在「U」世界某間城堡裡找到了龍，但在試著接近對方時被其逐出城堡外。
現實世界方面，小鈴在學校偶遇兒時玩伴兼心儀男同學久武忍的關切，向合唱隊尋求過意見和待在河畔構思獻給龍的歌曲期間，被目擊兩人互動的同校女學生們發送留言攻擊訊息，遂和小弘合作向校園女學生們釐清誤會，成功地讓網路霸凌風波平息。此次事件造成小鈴心生恐懼，以至於忍前來關懷她、被同校男學生頭慎（千頭慎次郎）中斷對話的時候，未能說出對忍的心意和事件的真相。當晚小鈴（貝兒）再度踏進「U」世界嘗試和龍互動，被龍逐出城堡時遭遇「正義」團長賈斯汀及其團員的包圍，及時獲得龍的救援與他返回城堡，小鈴（貝兒）逐步對龍釋出關心和獻唱送給對方的歌曲，令他卸下心防，兩者收下「天使」和城堡裡的AI摘採給他們的秘密玫瑰、共舞相伴後，龍忽然遭受不明傷害而匆促結束這次聚會。不久後賈斯汀在挾持小鈴（貝兒）逼問與龍來往的緣由、試圖揭露她的現實真面目之際，小弘和城堡裡的AI合作救走小鈴（貝兒），但是賈斯汀讀取小鈴（貝兒）遺落在現場的秘密玫瑰花瓣而發現她曾和龍私底接觸的訊息。
小鈴和同校女學生渡邊瑠果交流彼此在戀愛方面遭遇的問題，在車站幫助瑠果成功向頭慎告白，準備離去時遇見試圖表達知曉小鈴為「貝兒」的忍，但由於小弘和小鈴得知「U」世界的賈斯汀等人為了討伐龍，向後者的城堡發動攻擊，迫使兩人趕往先前被小弘設置為電腦操作室的廢棄小學校舍教室使用電腦介入調查，過程中意外發現名為「知」的男孩不但表態支持龍、眼睛裡映著「貝兒」的身影，還哼唱著小鈴（貝兒）當初獻唱送給龍的歌曲放在網路平台進行直播，然而當忍、瑠果、頭慎、合唱隊成員們陸續抵達小鈴和小弘所在的教室期間，一行人正好目擊「知」與兄長「惠」被父親威脅的網路直播畫面，讓小鈴回想起此前與龍互動的細節，繼而確認了惠正是龍的真實身分。其他目擊此景的網民揚言報警離開直播間後，惠因為此前成人們聲稱要援助他們但未實際行動而拒絕小鈴等人的援手，隨後直播也被迫中斷。
此時賈斯汀在「U」世界找到了小鈴（貝兒），在忍提醒小鈴以真面目示人始能真正幫助兄弟倆後，小鈴（貝兒）借用賈斯汀之手解除「貝兒」的「AS」身份，揭露自己的真面目、當眾獻唱給惠（龍）的歌曲之餘，憶起母親為救人犧牲的往事與親友們的關懷，所有目擊此事且支持她的「U」世界網民也跟著群起呼應合唱，讓小鈴的心意順利傳遞給透過螢幕觀看此事的知與惠，賈斯汀則被原先資助他獲得「U」世界權限的企業集團取消金援，失去「U」的權限。小鈴趁著知與惠重新開啟網路視訊通話期間向兩者溝通，但被兄弟倆的父親強制切斷通訊，她的朋友們透過分析直播影片的背景線索，找出兄弟倆在現實東京的所在處，合唱隊亦向兒童相談所通報虐待兒童案件。礙於兒童相談所必須在48小時以內確認個案的狀態，才能進行緊急安置，加上時間緊迫來不及搭乘班機，為趕在48小時內的時限裡救出兄弟倆，合唱隊成員駕車載著小鈴抵達車站，但是小鈴選擇獨自搭乘列車趕往兩者的身邊，與父親透過手機通訊軟體訴說此事。三者正式會面之際，小鈴為了保護知與惠遭他們的父親抓傷臉頰，仍以堅定的態度保護兄弟倆，兄弟倆的父親面對小鈴堅毅的神情與態度，從憤怒轉為震驚畏懼後逃走。事後惠和小鈴互相感謝對方帶給自己的勇氣，他還表明自己會反抗父親的決心，三者在互相擁抱中結束此次事件，畫面接著用蒙太奇手法，呈現「U」世界飄著許多花朵的夜晚場景，複述著小鈴初次註冊「U」登錄帳號時的系統語音：
|  | 『U』是另一個現實。As是另一個您。現實無法重來，但是『U』可以重來。來吧！活出另一個您。來吧！展開您的另一個人生。來吧！改變世界── |

故事尾聲，小鈴獨自返回高知，重新向前來迎接她的父親敞開心房，跟著父親回到合唱隊和朋友們身邊。一行人返家途中，忍向小鈴表達欽佩和彼此終能平等交往的心聲，獲得她的感謝後，合唱隊決定在秋季音樂會演出小鈴在此次救援事件裡獻唱的歌曲，小鈴則在合唱隊的要求、朋友們的期待下，再度領唱起獻給惠的歌。

## 登場人物

### 主要人物
內藤鈴／小鈴／貝兒（聲：中村佳穗（日本）；叶知秋、张恩知（幼年）、陳無二（唱歌）（中国大陆）；鄭可欣（台灣））
本作的女主角，一位喜愛歌唱、出身高知縣鄉村的高中三年级学生，臉部的雀斑為其特徵，她和兒時玩伴忍互有好感，但礙於自卑感而不敢向忍表達心意。童年受母親啟蒙開始接觸音樂，直至11年前目擊母親為了冒險營救被困在暴雨導致水位高漲的河流中的孩子而溺斃，造成心理創傷封閉了自己的內心，不但失去在現實世界歌唱的能力，還對在眾人面前歌唱產生陰影。她在網路世界「U」當中透過激發潛能的體驗共享技術重獲歌唱能力，以網紅歌手「貝兒」的身分獲得巨大人氣，為了尋找偶遇的「龍」而展開「U」的冒險旅程，在接觸「龍」與「天使」的過程中逐漸理解兩者的秘密，救贖了內心受創的自己，最終為了幫助惠（龍）與知（天使）選擇解除「貝兒」的身份，克服過去喪母的陰霾和重拾在現實世界歌唱的能力，正式在現實世界見及兼挺身保護惠與知。事件落幕後與父親恢復和睦關係，和忍成為平等交往的關係。
惠／龍（聲：佐藤健（日本）；谷江山（中国大陆）；柳超堅（台灣））
本作的男主角，出身東京單親家庭的14歲少年, 他是中学3年级学生，知的兄長，與知感情甚篤。惠與知在現實世界中飽受父親的家庭暴力，加上先前知情的成年人未付諸實際行動協助兄弟倆，導致他為了保護弟弟選擇忍耐父親的施暴，同時養成對他人抱持戒心的態度。他以黑龍的形象出現在「U」世界，龍型狀態的傷疤反映內在的傷痕，在「U」世界裡與知共同擁有一座用於棲身和設置防範入侵者AI的城堡。為了親身勉勵知，在「U」的競技場創下多場勝利記錄，但由於同時干擾競技場秩序遭「U」的自警團「正義」追緝，成為被「U」世界的網民高度留意的謎樣存在。
惠（龍）在故事初期因為無意間闖入小鈴（貝兒）在「U」世界舉辦的演唱會，讓小鈴（貝兒）開始留意到他的存在並釋出善意，起先對嘗試關切他的小鈴（貝兒）懷抱戒心，但隨著劇情進展逐漸被她的真誠感動敞開心防。後期惠與知偕同「U」世界網民見證小鈴（貝兒）自願揭露真面目獻唱的場面，讓惠決定再度開啟網路視訊通話兼向小鈴等人提供所在地的線索，但被父親強制中斷通訊和施加威脅，迫使兄弟倆逃離家裡，正式和現實世界的小鈴見面，在她的保護下避開父親的暴力脅迫。事後領悟自己必須鼓起勇氣對抗父親的事實，向小鈴表達了謝意和情感，還有反抗父親的決意，此後去向不明。
知／天使（聲：Hana Hope（日本）；贺文潇（中国大陆）；張乃文（知）／沈育如（天使）（台灣））
一个13岁的男孩, 他是中学2年级学生, 惠的弟弟, 個性內向, 少數支持且視龍為英雄的男孩。他在「U」世界以形似裸海蝶的小型天使型態現身引導小鈴（貝兒）和惠（龍），是小鈴初次以「貝兒」身分踏入「U」世界歌唱時認可她的人，同時在「U」世界龍的城堡栽種著可變化當事者衣裝的秘密玫瑰。「貝兒」被「龍」救回城堡的期間，他指示城堡裡的AI摘採秘密玫瑰作為「貝兒」和「龍」的胸花變換衣裝，但在小弘與城堡裡的AI救走被「正義」團長賈斯汀挾持的「貝兒」時，因為「貝兒」配戴在胸前的其中一片秘密玫瑰花瓣遺落在地面，導致賈斯汀得以發現「貝兒」和「龍」來往的線索。後期在自家房間開啟網路直播哼唱小鈴（貝兒）贈與「龍」的歌曲表態支持「龍」，意外讓知與惠遭父親威脅時的畫面被播放在網路上，成為小鈴等人在現實世界找出兄弟倆展開救援行動的關鍵線索。在小鈴阻止兄弟倆的父親對他們施暴後，感謝小鈴兼稱讚她的美麗，此後去向不明。

### 小鈴的同學
久武忍／阿忍（聲：成田凌（日本）；刘明月、陈嘉树（幼年）（中国大陆）；莊汶錡（台灣））
小鈴的兒時玩伴，籃球社成員，受到女生歡迎，帶有一種神秘的氣氛，相當關心小鈴的狀態。小時候因為目擊小鈴的母親發生溺水事故，及時拉住試圖接近現場的小鈴（小說版補述到，小鈴在事故發生後看見母親的幻影，試圖接近現場，但被忍制止），開始秉持著守護對方的想法，甚至曾向她求婚過，後來因為搬家至市區和小鈴分開，雙方直至高中升學才再度成為同學。他在學校走廊主動關切小鈴的期間，被其他女學生們看見兩者的互動，導致小鈴一度遭到其他學校女生誤會和網路留言攻擊，透過小弘與小鈴的居間澄清平息誤會。偶然聽見小鈴在河畔歌唱的內容，認出了她「貝兒」的身份，帶領頭慎、瑠果加入幫助小鈴解救惠與知的行動，引導她以真實面目歌唱和面對惠，協助瑠果和小弘過濾搜尋的地理資訊，做為找出惠與知所在地的線索。事件落幕後向小鈴表達欽佩和不再需要保護她的心情，還有和雙方終能平等交往的心聲。
千頭慎次郎／頭慎（聲：染谷將太（日本）；瞳音（中国大陆）；柳超堅（台灣））
天真爛漫和熱衷划艇的熱血男生，一個人創立了划艇社，目標是參加高中全國大賽。由於過於熱血而和周圍人有些格格不入，不擅察言觀色。他在「U」世界的形象是背著獨木舟的褐犬。先前瑠果曾經嘗試向他告白，但因為頭慎不理解對方的怯場反應，讓此事匆促收場。待在河畔練習划艇期間，意外中斷小鈴與忍的對話，造成遭受女同學們網路霸凌而心生恐懼的小鈴無法說出真相，更在她表態支持參賽時誤認對方的想法。後來因為小鈴在瑠果再次告白期間居中斡旋，讓他正式理解和接受瑠果的感情，加入幫助小鈴解救惠與知的行動，提供自己和划艇參賽成員的合照，做為找出惠與知所在地的線索。
在「貝兒」活躍於「U」世界期間成為其歌迷，直至解救惠與知的行動，始得知小鈴即為「貝兒」的真實身分。
渡邊瑠果／瑠果（聲：玉城蒂娜（日本）；沈念如（中国大陆）；沈育如（台灣））
像模特兒一樣的女生，在管樂社吹奏中音薩克斯風，受到大家歡迎的閃耀女孩，是如同太陽一樣的存在。喜歡著頭慎。她在「U」世界的形象是手持薩克斯風的人面藍鳥。祖父在北海道函館的修船廠任職。由於小鈴創建「U」世界的身分「貝兒」期間，被系統掃描到包含瑠果在內的照片，導致「貝兒」的外型呈現和瑠果相似的模樣。她曾經因為在校園女學生們向小鈴發動網路留言攻擊的事件落幕後，透過手機通訊軟體向小鈴詢問戀愛的問題，被小弘懷疑是出於感情因素發起留言攻擊行動的主使，後來親自拜訪小鈴和訴說自己暗戀頭慎的事實，透過小鈴的幫助成功向頭慎告白，加入幫助小鈴解救惠與知的行動，判讀出惠與知的網路直播背景撥放的防災行政無線系統定時音樂，做為找出惠與知所在地的線索。
在「貝兒」活躍於「U」世界期間成為其歌迷，直至解救惠與知的行動，始得知小鈴即為「貝兒」的真實身分。
別役弘香／小弘（聲：幾田莉拉（日本）；闫夜桥（中国大陆）；巫玉羚（台灣））
小鈴的知心好友，熟稔網路和謀略的毒舌眼鏡女生，當地的銀行世家出身。故事初期唯一知道「貝兒的真身就是小鈴」的關鍵人物，邀請小鈴來到「U」的世界，並將其塑造成為「貝兒」，計畫利用小鈴（貝兒）演唱的盈利匿名捐款給慈善組織。她在「U」世界的形象是頭戴圓帽的鳥。因為臨時被雙親禁止在居家空間使用電腦，遂將電腦設備移至廢棄的小學母校校舍兼改裝成專用電腦操作室，還在小鈴先後遭「U」世界女歌手佩姬·蘇的歌迷和學校女生網路留言攻擊期間出面斡旋調解，支持她找出和幫助龍的行動，與「龍」城堡裡的AI們合作救出被賈斯汀威脅的小鈴（貝兒）。後來和小鈴等人待在廢棄小學校舍的電腦操作室進行解救惠（龍）與知（天使）的行動期間，對於小鈴決定卸除「U」世界「貝兒」的外貌向惠（龍）獻唱感到震驚，仍因為見及「U」世界網民聯合呼應合唱的場面感動落淚，透過檢視知與惠的網路直播背景影片與電子地圖系統，和忍、頭慎、瑠果找出兄弟倆的所在地。

### 「U」
賈斯汀（聲：森川智之（日本）；圖特哈蒙（中国大陆）；蘇振威（台灣））
試圖揭發龍的真面目、將此事視為自己的使命的網路自主警備團「正義」的團長，他在「U」世界的形象是配戴紋章的金髮男子。因為不滿「U」世界創造者「Voice」認定「U」維持公平性的系統已臻完善、不需警備團隊的論點，為實踐自身的秩序理念而組建自警團，經由財團企業的資助賦予在「U」世界的力量與權限，能將隨身配戴的紋章切換成光砲，發射解除目標「AS」外型曝光真面目的特殊光線。對於不符合「U」世界規範或不服從自己的對象，會施以解除「AS」外型曝光真面目的「揭紗」懲罰，令當事者無法繼續待在「U」世界。
故事初期帶領「正義」團員追緝破壞競技場秩序的龍，因為發現貝兒和龍互有往來，轉而開始追緝兩者，試圖揭發小鈴（貝兒）的真面目未果，但透過貝兒遺留在現場且存有她的資訊的秘密玫瑰花瓣，掌握了相關的線索。後來他向「U」世界網民宣佈討伐龍的公告、帶領團員進攻龍的城堡，再度追捕和威脅小鈴（貝兒）期間，小鈴（貝兒）借用其手自揭真面目兼在「U」世界向眾網民獻唱給惠（龍）的歌曲，引起「U」世界網民的共鳴和支持，最終導致賈斯汀同時失去在「U」世界的力量和所有財團企業的資助。
耶利內克（Jelinek，聲：津田健次郎（日本）；藤新（中国大陆）；宋克軍（台灣））
現代美術藝術家，身上有著和「龍」傷痕相似的紋身，在龍於現身小鈴（貝兒）演唱會的六個月前，憑藉著身上的刺青由黑翻紅。在「尋找龍的真面目」行動中被視為候補人選，被前任女友揭發包含抄襲「龍」的傷痕、作為紋身提升知名度在內的剽竊行為。
蘇汶（Swan，聲：小山茉美（日本）；張乃文（台灣））
住在豪宅的貴婦人，因為經常在網路平台發布有關理想家庭的照片，被小弘稱作「理想主婦」。擁有強烈被害者心態，時常在社群網站刻意糾纏他人或引起紛爭。和耶利內克同樣在「尋找龍的真面目」行動中被視為嫌疑人。她在「U」世界的形象是名嬰兒，是小鈴初次在「U」世界以「貝兒」身分歌唱時奚落她的網民之一，被小弘揭露買入照片營造形象的事實。
福斯（Fox，聲：宮本充（日本）；柳超堅（台灣））
擔任職業棒球隊伍「牛羚隊」外野手的知名棒球選手，為人沉穩和善，平常習慣用外衣掩蓋手術的傷疤。在「尋找龍的真面目」行動中一度被視為候補人選，後親身澄清誤會並以自身克服病痛的經驗勉勵眾人。
剝皮太郎＆堅忍丸（聲：宮野真守（日本）；陈喆＆林帽帽（中国大陆）；蘇振威＆林廷龍（台灣））
在「尋找龍的真面目」行動中炒熱氣氛的Youtuber。
佩姬·蘇（Peggy·Su，聲：ERMBOI（日本）；常蓉珊（中国大陆）；張乃文（台灣））
「U」世界的知名網紅女歌手，在「U」世界的形象是綁著馬尾髮型的銀髮女子。她起先對「貝兒」的崛起不以為然，因而引發歌迷的網路論戰，但由於小弘居中維護小鈴（貝兒）、加著後者的名氣超過自己，被網民反向指謫。後期和其餘「U」網民見證小鈴（貝兒）不畏揭發真實身分獻唱的場面而深受感動，跟著在場的多數「U」網民應和著小鈴（貝兒）的歌唱，成為幫助小鈴等人逆轉局勢對抗賈斯汀的關鍵。
城堡裡的AI們
擁有半人半動物外型的小型AI們（小說版被小鈴稱作「人魚們」），駐守在「U」世界龍與天使所在的城堡，負責看守和迷惑驅逐入侵者。初期排斥踏進城堡裡的小鈴（貝兒），後來隨著小鈴（貝兒）逐步向龍釋出善意，轉而協助天使摘下城堡裡的秘密玫瑰別在惠（龍）與小鈴（貝兒）的胸前，還開始親近小弘，與他一起救走被賈斯汀脅持的小鈴（貝兒），最終在賈斯汀等人攻擊城堡時為守護城堡而犧牲。
鯨魚
「U」世界特有的鯨魚，可以在「U」世界的空中飛翔，通常被「U」世界網民用來承載人或物件，或擔任活動伴舞的角色。經常在小鈴以「貝兒」身分舉辦演唱活動時出現。
「U」系統語音（聲：水卜麻美（開頭）/桝太一（演唱會版）（日本）；張乃文（台灣））
「U」世界的系統語音，前者是負責引導「U」世界的用戶操作創建虛擬分身和理解「U」世界規則的系統語音，後者則是小鈴以「貝兒」身分在「U」世界舉辦演唱會期間公告活動訊息的系統語音。
Voice
「U」世界的創辦者，擁有包含賦予指定對象解除他人「AS」外型、曝光真面目的「揭紗」能力在內的各種高等權限。

### 合唱隊
5人都是小鈴的母親所在合唱隊的女成員，在小鈴的母親過世後，負責照顧著小鈴，同時致力於減緩當地因為人口減少而衰退消失的速度。在「U」世界也有活躍的AS分身支持小鈴（貝兒），後期加入幫助小鈴解救惠與知的行動。
吉谷（聲：森山良子（日本）；林兰（中国大陆）；鄭可欣（台灣））
合唱隊隊長，漁民。人生歷練豐富，曾言「活到這把年紀，仍不知道幸福是什麼」。在幫助小鈴解救惠與知的行動中，致電向兒童相談所通報緊急安置兒童的案件，被告知必須在48小時內確認個案狀態的消息。
喜多（聲：清水美智子（日本）；刘芊含（中国大陆）；巫玉羚（台灣））
酒店老闆。在幫助小鈴解救惠與知的行動中，礙於時間緊湊來不及搭乘飛機前往東京，駕車載著小鈴前往伊野站搭乘特快車趕往當地進行救援行動。偕同中井在車站送行時，對小鈴決定獨自赴往東京感到擔憂。
奧本（聲：坂本冬美（日本）；伍凤春（中国大陆）；沈育如（台灣））
自耕農家。
中井（聲：岩崎良美（日本）；张碧玉（中国大陆）；張乃文（台灣））
醫生。在幫助小鈴解救惠與知的行動中，和喜多、小鈴共車指引前往東京的交通，在車站送行時，向擔心小鈴獨自前往東京的喜多表示「這是她自己的選擇」。
畑中（聲：中尾幸世（日本）；蕭秀玲（台灣））
大學講師。年輕時在俄亥俄州地區留學，偶遇深陷孤獨的中學二年級少年，將自己創作的歌曲獻給對方，後因為回國與該名少年離別。在小鈴向合唱隊尋求意見時，提出贈送創作歌曲給對方的建議。

### 其他
小鈴的父親（聲：役所廣司（日本）；郝祥海（中国大陆）；莊汶錡（台灣））
小鈴的父親，自妻子去世後與女兒之間的交情變得稀疏。在小鈴決定動身前往東京營救惠（龍）與知（天使）的期間，因為合唱隊告知小鈴採取的行動，透過通訊軟體表達對女兒成長的欣慰，支持她的行動。事件落幕後和小鈴化解多年來的隔閡，恢復和諧的親子關係。小說版提及在妻子發生事故前是上班族。
小鈴的母親（聲：島本須美（日本）；刘芊含（中国大陆）；張乃文（台灣））
小鈴的母親，生前是當地合唱隊成員，為人富行動力且熟稔水性，同時是啟蒙她接觸音樂的關鍵人物。11年前在雨天試圖營救受困河床的陌生小孩，獨自涉水踏進暴漲的河水，將自己的救生衣讓給對方後被河水捲走溺斃。過身後由於生前不顧小鈴勸阻解救陌生小孩的行動而遭網民抨擊。
小鈴最初對於母親為了營救陌生孩子而喪生一事抱有怨懟與不解，直至營救惠與知兄弟倆的行動始理解母親當年行動的理由。
惠&知的父親（聲：石黒賢（日本）；张磊（中国大陆）；宋克軍（台灣））
單親父親，個性自我中心且恃強欺弱，初登場時在網路平台對外聲稱家庭和諧，私底下經常對惠與知施予暴力威脅。因為不滿知唱著小鈴（貝兒）的歌曲，藉影響工作為由教訓恵與知的場面剛好透過網路直播放送在影音平台，導致小鈴等人為了營救兄弟倆而分別在現實世界和「U」世界展開行動。後由於發現自己對兄弟倆施暴的過程被錄進直播影片和暴露在網路平台上，不但趁著兄弟倆試圖透過直播向小鈴等人求助的時候強制中斷通訊，還在惠、知、小鈴會合的同時再度對三者施予威脅，抓傷保護兄弟倆的小鈴的臉頰，見及小鈴不畏懼於他的態度後，態度從憤怒轉為震驚畏懼而罷手逃跑。
惠&知的母親
本名不詳，在現實世界僅以未顯示詳細面孔的照片形式出現在惠的智慧手機畫面，在「U」世界則是以裂痕蓋過面容的長髮女子畫像出現在惠（龍）與知（天使）的城堡。為小鈴在後期找出惠（龍）真實身份的線索之一。
福加
小鈴家飼養的雜種犬。過去不慎踩到山豬用的捕獸夾，被夾斷了右前腳尖後交由小鈴家領養。相當親近小鈴和瑠果。
寺田
小鈴學校裡的物理老師，小弘的單相思對象，劇裡以照片形式出現在小弘的智慧手機畫面。

## 製作人員
- 原作、導演、劇本：細田守
- 角色設計、現實世界作畫監督：青山浩行（日语：青山浩行）
- 龍設計、CG角色設計：秋屋蜻一
- 「U」作畫、CG監督：山下高明（日语：山下高明）
- CG角色設計：Jin Kim（英语：Jin Kim）
- CG導演：堀部亮（日语：堀部亮）、下澤洋平
- 美術監督：池信孝
- 美術設定：上條安里（日语：上條安里）、Eric Wong
- 音樂監督/音樂：岩崎太整
- 音樂：Ludvig Forssell、坂東祐大（日语：坂東祐大）
- 色彩設計：三笠修
- 攝影監督：李周美、上遠野学、町田哲
- 衣裝：伊賀大介（日语：伊賀大介）、森永邦彦、篠崎恵美
- 剪輯：西山茂
- 音效混音師：佐藤忠治
- 聲音编辑监督：勝俣まさとし
- 音樂監製：千陽崇之
- 選角導演：増田悟司（日语：増田悟司）、今西栄介（日语：今西栄介）
- 製作人：齊藤優一郎（日语：齊藤優一郎）、川村元氣、高橋望（日语：高橋望）、谷生俊美
- 協力製作：石黑裕之
- 製作：地圖工作室
- 製作幹事：スタジオ地図有限責任事業組合（LLP）・日本電視台 共同幹事
- 共同企業：日本電視台、NTT DOCOMO、KADOKAWA、地圖工作室、BOOK☆WALKER、MOVIE WALKER、角川角川メディアハウス
- 發行合作：讀賣電視臺、電通、博報堂DY媒體合作夥伴、JR東日本企劃、羅森娛樂、讀賣新聞社、Movic、札幌電視臺、宮城電視臺、靜岡第一電視臺、中京電視臺、廣島電視臺、福岡廣播、青森廣播、岩手電視臺、 秋田放送、山形放送、福島中央電視臺、新瀉放送網、信州電視臺、山梨放送、北日本放送、金澤電視臺、福井放送、日本海電視臺放送、山口放送、四國放送、西日本放送、南海放送、高知放送、長崎國際電視臺、熊本縣民電視臺、大分電視臺、宮崎電視臺、鹿兒島讀賣電視臺
- 發行商：東寶

## 製作
《龍與雀斑公主》是細田守繼《未来的未來》後擔任導演、亦兼任原作和劇本的第6篇長篇電影作品。此作是建立於網際網路社會運用童話故事《美女與野獸》的母題敘事，細田守在製片過程曾表示原有意將故事以歌舞片形式呈現，但顧及日本沒有製作歌舞片的相關文化而取消這個方案。

### 構想與製作
細田守尚在東映動畫任職時期，曾經因為當時的動畫產業發展相當艱難，萌生轉換職涯跑道的想法，直至觀賞過迪士尼發行的動畫電影《美女與野獸》後，深感於動畫電影能創作出精彩作品的事實，決定繼續留在動畫界，同時受此影響立定未來「實踐自己對這部電影的詮釋」的初步構想。前作《未來的未來》發行後，細田守開始構思接下來的電影作品，他分別受日本動畫描繪女性角色的手法和當時讀幼稚園的女兒啟發，獲得進一步的創作想法，決定正式落實「用自己的方式，重新詮釋《美女與野獸》」的理想。
「任何人都能在網路發言的時代，存在著誹謗中傷的問題和匿名性的危險，要如何控制這類的問題。呈現不經粉飾的素顏的勇氣，現實與虛擬實境的人的重要關連性」是本作的主題，他在接受媒體採訪期間，指稱日本的動畫經常透過帶著性剝削慾望的鏡頭來描繪女性角色，加著這項剝削陋習存在於虛擬世界而非現實世界、長期被認為合理化，無庸置疑地會影響到現實世界。與此同時細田守亦對女兒未來開始使用社群網站進行各種線上互動時，如何在網際網路空間生存產生思考，稱年輕一代同時生活在網路世界和現實世界已是常態，希望人們能藉此注意日本動畫如何塑造大眾對女性與女孩的看法，反思何謂真正的「美麗」和「強大」與網路世界的議題，同時表明本作是他「一直想創作的電影」、「構思結合愛情、動作、懸疑的元素，亦有生死本質作為重要主題的電影」。本作除了包含網路、女高中生、家庭等許多出現在細田守歷年作品的主題元素以外，還涉及虐待兒童的社會議題，細田守從嚴重特殊傳染性肺炎疫情期間虐待兒童案件增加的現象獲得啟發，與協助受虐兒童的福利組織進行交流訪談，稱每個人都會有不會告訴他人、但能藉由互聯網的匿名特性分享的事情，其中難以揭露且不限於發生在日本的問題是發生在家庭裡的虐待事件，而互聯網的匿名特性能揭示這些被隱藏或忽視的事情，他表示，與福利組織交流的經驗，讓他得知日本自2010年開始貧富差距與兒童貧困問題日益嚴重，加著他長期以兒童和年輕人的成長和變化為主題，為此將社會中兒童面臨的問題融入電影裡，作為真正的問題呈現出來。
細田守基於讓本作的網路世界呈現國際化的構思，集結在世界活躍的國內外創作者參與製作。擔綱美術監督的池信孝在本作負責描繪幻想與現實融合的世界，美術設計則由曾經參與第29屆日本電影學院獎最優秀美術獎得獎電影《永遠的三丁目的夕陽》美術設定和《夏日大作戰》網路世界「OZ」設計的上條安里操刀。除了青山浩行、山下高明、堀部亮和其他經常合作的創作者以外，還沿用了其他藝術類型創作者的才能。其中包含資深迪士尼動畫師暨角色設計師金相鎮和 Michael Camacho、書籍封面插畫設計師秋屋蜻一、曾負責史克威爾艾尼克斯《最終幻想系列》的遊戲開發者上料國勇、造型設計師伊賀大介、花卉藝術家篠崎恵美、服裝設計師森永邦彥、愛爾蘭的Cartoon Saloon動畫工作室和英國建築設計師Eric Wong等成員。
本作擔綱製作人的人員分別為齋藤優一郎、高橋望、日本電視台全球商業局電影事業部製作人谷生俊美、曾參與《狼的孩子雨和雪》、《怪物的孩子》、《未來的未來》製作的東寶製片人兼小說家川村元氣。設計劇中人體共享的科技設定期間，邀請日本琉球大學工學院智能信息學科教授兼H2L創始者玉城繪美擔任顧問。考量到當時仍處於嚴重特殊傳染性肺炎全球各地疫情階段，細田守在製片期間主要通過遙距通訊和相關人員通信合作。本作的製作環節於2020年3月啟動，直至坎城影展發表前十天始正式完成，電影從構思至實際完成共耗時三年。

### 角色設計
細田守表示，當他接觸《美女與野獸》的動畫電影時，特別被野獸的外在與內在呈現截然不同的二元性所吸引，但因為原作故事背景是女性仍受壓迫的18世紀、本片的故事背景則設定於現代，在構思本片的角色設定時，優先著重拓展女主角的性格和設想她代表美麗的二元性特質。他說明，在這次電影製作的過程中，製作團隊不是塑造一個角色，而是塑造一名反映人們所生活的社會現實的人。
地圖工作室著手製作本片的時候，獲得資深迪士尼動畫師暨角色設計師金相鎮和 Michael Camacho的協助設計「貝兒」的角色形象，金相鎮考慮到「貝兒」作為本片網路世界「U」第一美女的設定，還有整彙「現代社會的美女是怎樣的存在」、「不單純只是外型美麗、可愛、時髦的女性」、「『貝兒』擁有高貴美麗的靈魂、值得信賴的特質，如何體現這般價值」的概念，著手設計出「貝兒」的角色形象。書籍封面插畫設計師秋屋蜻一在本作擔綱設計「龍」的角色形象，遊戲開發者上料國勇則著手設計出現在「U」世界的鯨魚。編舞家康本雅子協助編排小鈴以「貝兒」身份在「U」世界唱歌跳舞的動作，她在設計舞蹈動作的時候與細田守進行討論，採取動作捕捉的方式，以數位化的動作為基礎，作為電腦圖形動畫導入，藉此修飾「貝兒」的情感表達。
角色服裝方面，細田守與負責角色服裝設計的造型設計師伊賀大介討論設計方向，讓花卉藝術家篠崎恵美擔綱操刀花卉服裝的部分，服裝設計師森永邦彦則協助呈現綴有珠飾的衣裝擺動的效果，藉由絢爛華麗的服裝呈現「貝兒」的角色存在感。其中贝儿演唱会中的一个造型设计，森永表示延用了他在2019年巴黎春夏时装周中“CLEAR”的概念设计，将这套设计中五千多个纽扣改变为动画中贝儿连衣裙上无数的水滴和纽扣的结合物，并且能够不断变化造型，这也体现了他的服装设计中“日常”和“非日常”的概念。本作小鈴學校裡包含瑠果在內的吹奏部成員設計靈感來源，取材自京都橘中學校及高等學校吹奏樂部，其成員亦有參與電影的音樂錄音。

### 角色配音
主題曲和劇中曲、角色配音方面，細田守基於主角內藤鈴和「貝兒」必須由同一人擔綱演出的絕對條件，拔擢創作歌手中村佳穗擔綱主角內藤鈴（貝兒）的配音兼主題曲和劇中曲演唱者，本作是中村佳穗首度參與配音的作品，她在完成角色配音的錄音後，才著手錄製歌曲。原先細田守認為「要找到演技出眾且歌唱超凡的人選，幾近不可能的奇蹟」，但在中村佳穂閱讀對白的時候，立刻對她的表現留下深刻印象，同時在進行角色配音的期間，要求中村佳穗先唱歌再進行配音演出，藉此呈現小鈴和「貝兒」的角色區別。遴選「龍」的聲演人員時，細田守曾表示：「龍的聲音需要有很大的情感表現力，在配音選拔開始之前，我就知道這個角色非佐藤健不可，在日本只有少數人能夠做到這一點，我認為佐藤健便是其中之一。」，進而邀請佐藤健飾演龍的角色，獲知此事的佐藤健則說道：「『龍』是一個心思細膩複雜的角色，在演出上實屬困難，所以對於自己能否勝任這個角色感到非常地不安。幸好細田守導演從一開始就對我的演出感到十分滿意，著實令我滿驚訝的。」，後來佐藤健僅在一天的時間內便完成錄音。
小鈴的青梅竹馬久武忍由成田凌配音，這是成田凌繼《ONE PIECE FILM GOLD》、《你的名字。》後第三度參與動畫電影配音，他在先前曾觀賞細田守執導的《數碼寶貝大冒險》劇場版和《夏日大作戰》，本作是他首次參演細田守的動畫電影，他在電影舞台問候期間稱忍有許多「很酷的台詞」，認為讓他印象最深刻的部分，是忍透過窗戶看見小鈴和唸著她的名字的劇情。細田守評論成田凌在配音期間還會觀看其他參演人員的戲分，對他的表現和態度讚許有加。先前參與細田守執導作品《狼的孩子雨和雪》、《怪物的孩子》配音的染谷将太在本作飾演千頭慎次郎的角色，他在講評中提及慎次郎是個天真且精力充沛的少年，但是因為自己不像慎次郎的活力特質，認為在詮釋角色的過程中顯得較為困難，仍在參演過程中獲得真實的肯定。首次參加動畫電影配音的演員暨歌手玉城蒂娜在本作飾演渡邊瑠果，她認為雖然配音初期難以捉準匹配角色的配音秒數，但同時是可以直接與導演交談並請教他的好時機，表示她為了讓瑠果看起來不像壞心眼的少女而努力演出，玉城蒂娜和染谷將太稱他們最喜歡的其中一幕場景，是後期小鈴、瑠果、慎次郎三者待在車站交流的情節。細田守則稱玉城蒂娜給人留下很深的異國情調的角色印象，所以很期待她的表現，後來也對她的表現予以肯定。
先前曾擔綱《怪物的孩子》、《未來的未來》聲演的役所廣司，在本作負責為主角小鈴的父親配音。首度參加動畫電影配音的創作歌手幾田莉拉在本作擔任小弘（別役弘香）的配音，細田守在講評裡提及中村佳穗是天才型、幾田莉拉則是努力型，指稱幾田莉拉能在充分準備演出之餘，迅速回應演出要求和加以修正調整。森山良子、清水美智子、中尾幸世、坂本冬美、岩崎良美則分飾合唱隊的成員，細田守陪同孩子觀看動畫《好奇的喬治》時留意到擔綱旁白的岩崎良美的聲音，認為岩崎良美的聲音適合詮釋中井小姐看似辣妹、但在劇情後期清楚描繪她的職業的部分，清水美智子則對自己飾演敏感的喜多太太感到意外和開心，細田守表示，合唱團的五名成員是小鈴母親生前的團員，所以五人都將小鈴當成女兒看待，其中最直接表現對小鈴的愛的是喜多太太，稱重視某對象的人才有的溫暖，正好符合清水美智子有趣且厲害的特質。本片同時是擔任佩姬·蘇配音的創作歌手ermhoi、岩崎良美首度參與動畫電影配音。森川智之、津田健次郎、小山茉美分別演出本作自警團「正義」團長賈斯汀、現代藝術家耶利內克、貴婦人蘇汶的角色，曾參與《怪物的孩子》演出的宮野真守則在本作飾演Youtuber剝皮太郎＆堅忍丸。

### 場景設定
細田守在構思故事現實舞台時，基於描繪「在互聯網活躍的歌手，其實是待在世界盡頭這樣的地方的少女」的概念、年輕時期閱讀司馬遼太郎著作的《龍馬行》（日语：竜馬がゆく）的經驗、先前曾參與電影製作的高木正勝曾譜寫以仁澱川為題材的NHK紀錄片節目的音樂，讓他決定親自前往仁澱川實地取材考察。在調閱1990年代高知大學社會學研究者遺留的資料時，留意學者使用「邊緣村落」的字詞形容當地，還有高知縣存在許多廢校和人口外移的現象與數十億人在互聯網世界中聚集的對比，他希望人們在另一個世界展示他們的才華，最終決定將故事的現實舞台設定在高知縣，該地河流的清澈景觀，也是他決定故事舞台地點的因素，他表示河流不僅是自然環境中令人驚歎的組成部分，還包含了生命和死亡，正好符合本片的主題。
作品裡現實世界的主要舞台原型為高知縣的越知町，亦有取材縣內真實存在的場所作為劇情登場地點，例如小鈴在劇中上學途中經過的漫水橋原型取自仁淀川的淺尾沈下橋、仁淀川河畔的波川公園、小鈴與小弘用餐的小吃店原型柳野社區活動中心、候車的巴士站取材自西之谷第二巴士站、小鈴等人進行遠端網路相關行動的廢校小學校舍原型建築是日高村能津小學校、作為乘車地點的鐵路車站伊野站和高知站、小鈴等人經常路過的鏡川和出現在回憶片段裡的安居溪谷的水晶淵等。至於電影裡現實世界的惠（龍）、知（天使）兄弟倆與小鈴會合的地點，則是東京多摩川站出站後的大樓群聚處。
細田守和製作團隊在進行本片場地考察的時候，因為嚴重特殊傳染性肺炎疫情的影響，無法隨同工作人員前往當地，後來經由高知電影委員會的協助，專程進行遙距取景外景拍攝。

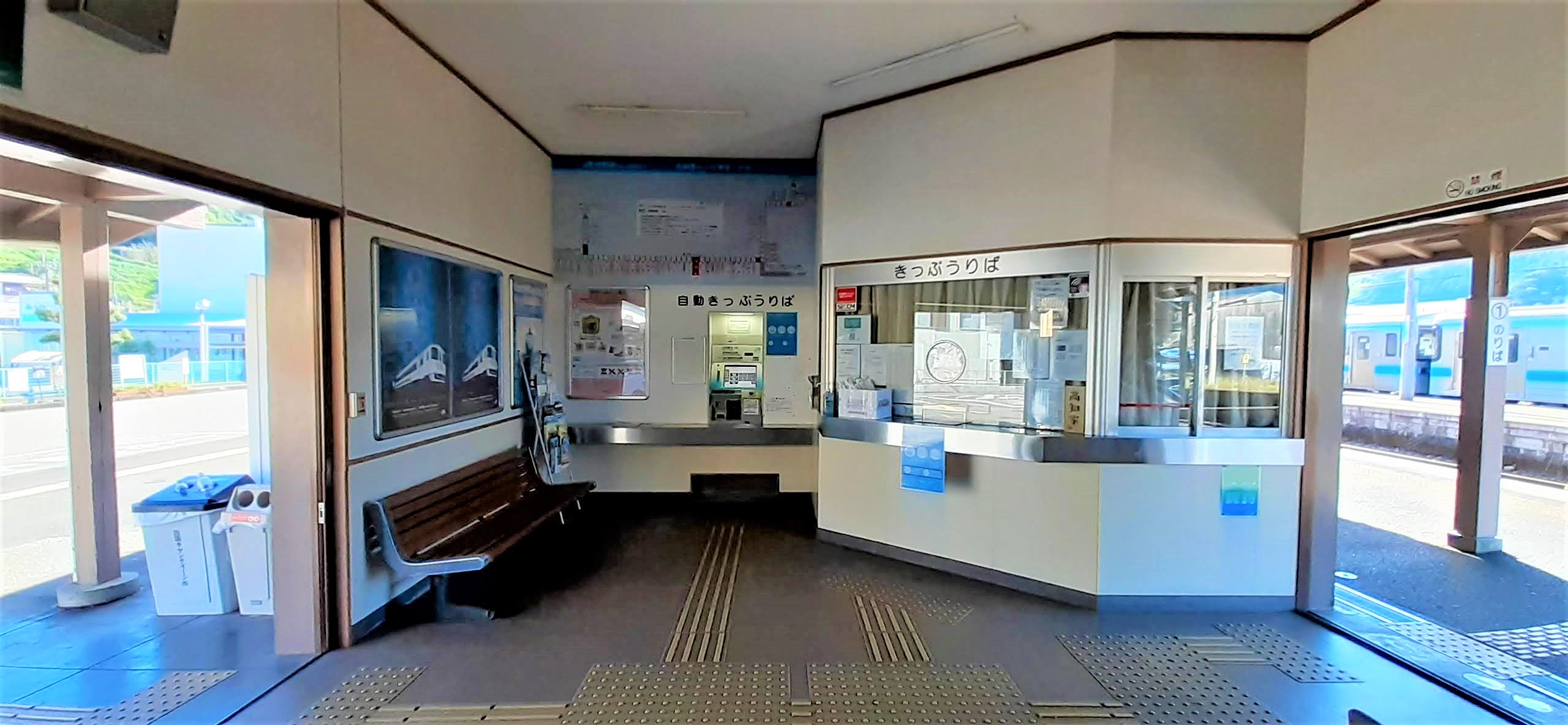
JR伊野站的售票口，小鈴和同學們活動的車站實景。
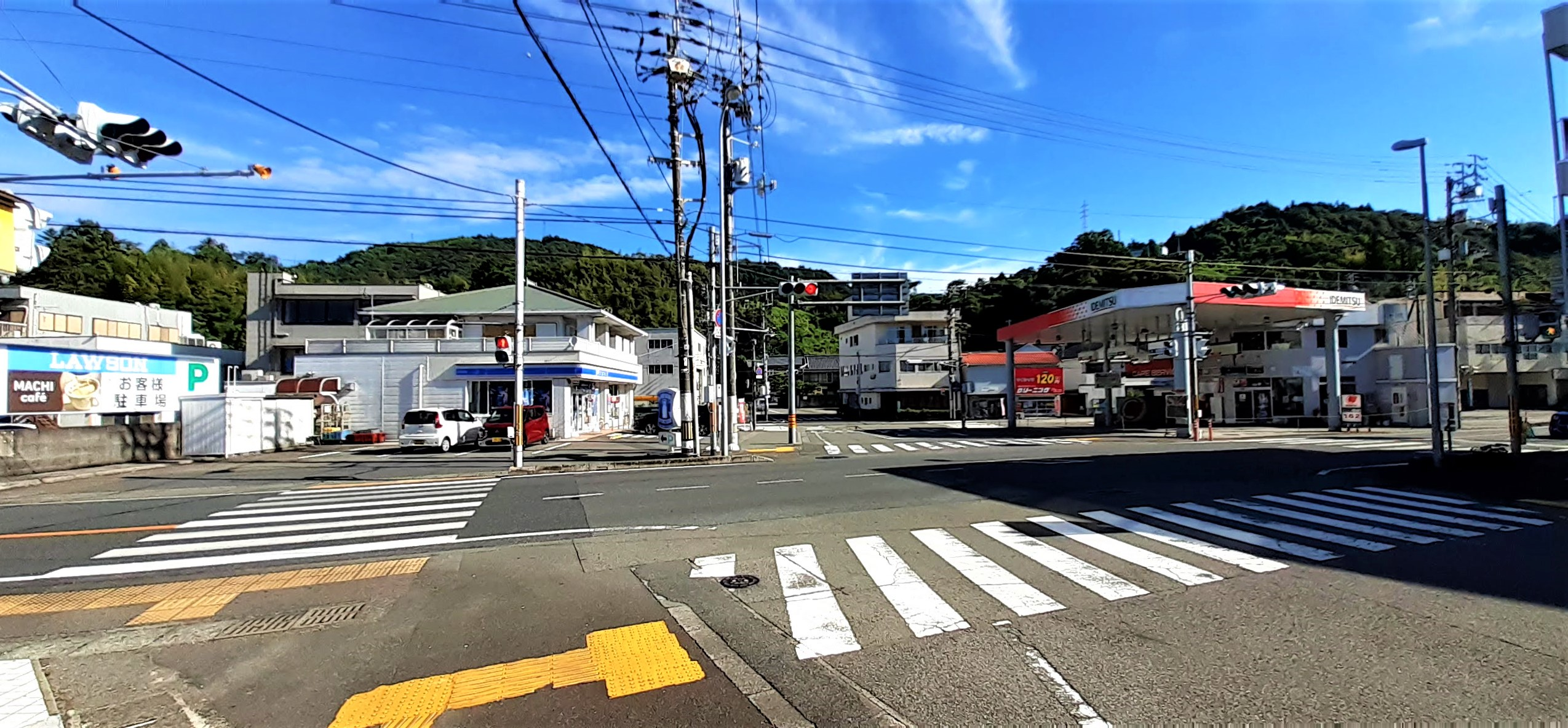
伊野站的路口，照片左方的路標為劇中登場地點。
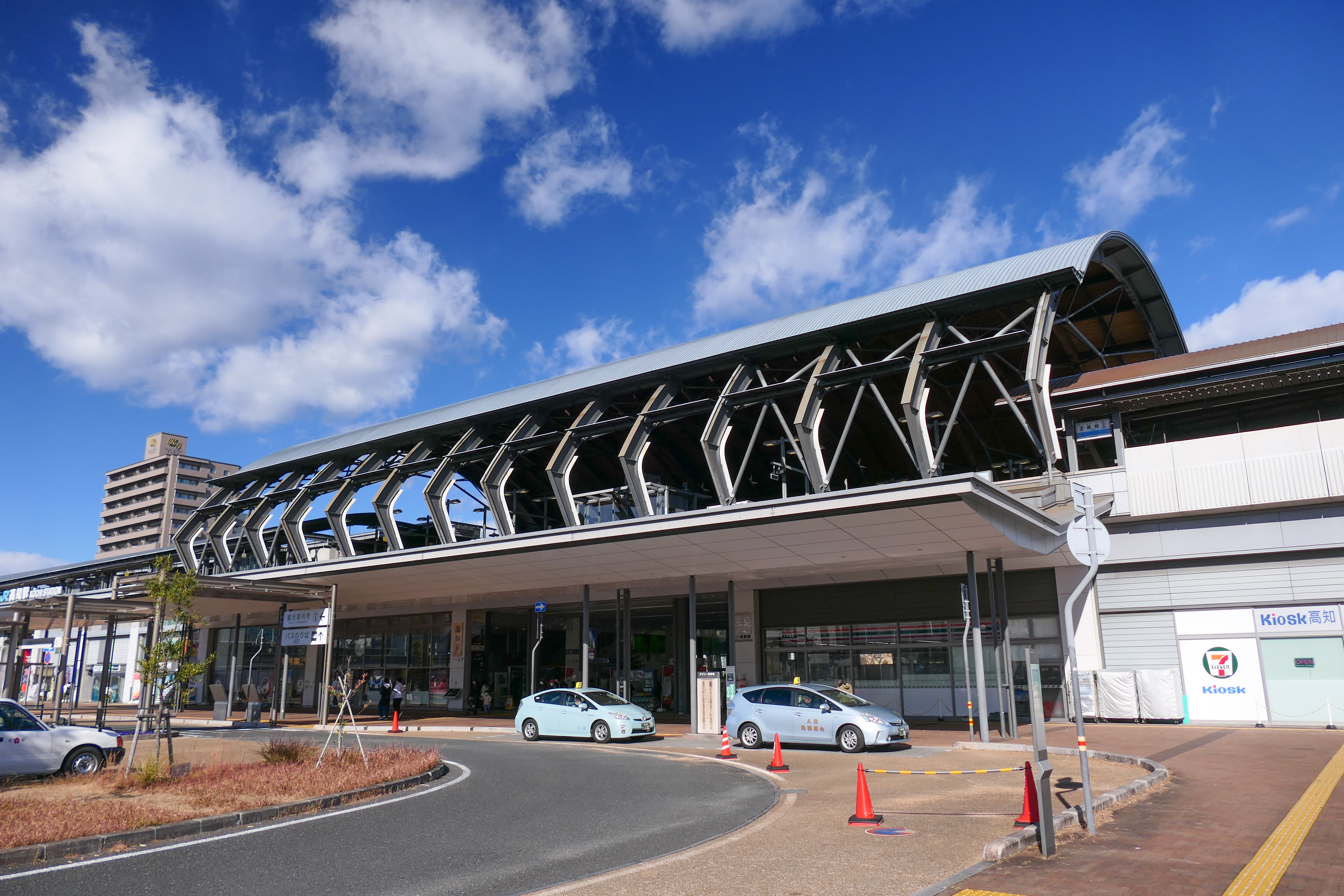
高知車站的南入口，電影裡是小鈴搭乘列車前往東京解救惠與知途中經過的地點。

製作團隊設計本作的虛構網路世界「U」的時候，有鑒於製作本片的時間點距離細田守同樣以網路為主題的前作《夏日大作戰》相隔多年，已經是智慧手機普及的網際社會，需要汲取的資訊量相較《夏日大作戰》製作時期增加許多，因此必須呈現出相較《夏日大作戰》登場的網路世界「OZ」規模更加巨大的網路世界。為了區分本作的現實世界和網路世界，製作團隊採用手繪方式繪製現實世界的相關人事物，「U」世界的角色、物件、場景則是運用3D電腦圖形繪製。現實世界的動畫場景方面，先前參與細田守數項作品製作的青山浩行，擔任本作的現實世界作畫監督和角色設計。本作的虛構網路世界「U」的設計方面，細田守任職東映動畫時期的前輩動畫師山下高明，擔綱本作網路世界「U」的動畫CG作畫監督；先前曾參與《夏日大作戰》電腦圖形製作的堀部亮和下澤洋平負責CG導演；愛爾蘭的Cartoon Saloon動畫工作室和英國建築設計師Eric Wong協助網路世界「U」的背景設計。細田守曾在製作初期建議Eric Wong以《夏日大作戰》的網絡世界為基礎設計「U」世界，後來Eric Wong基於電影劇本中提取「神秘飄浮大都會」、「被幾何光線和摩天大樓的光線點亮的世界」、「高樓大廈的森林」等關鍵字，還有「能夠持續發展的線型城市（Linear city）」的觀念，針對「U」的虛擬世界場景、智慧手機應用程式與使用介面、廣告和顏色效果設計進行設計與修正，用沿著「U」世界的赤道（紅線）上下來回擺動的光線區分「U」的晝夜，同時說明「U」世界是「提供了讓用家可以與他人接觸、聯繫的空間，體驗充滿驚奇的世界。」。堀部亮則稱道：「《龍與雀斑公主》表達在這些巨大的都市視覺效果中，人們是如何感到非常孤獨的感受，有幾次，細田說：『我希望讓它感覺像是整個屏幕都被這些建築物所吞沒』」。

### 音樂
岩崎太整擔任本片的音樂製作監督，並邀請世界觀與本片契合，同時曾參與《潛龍諜影V 幻痛》、《死亡擱淺》音樂譜寫的瑞典作曲家路德維格·福塞爾（瑞典語：Ludvig Forssell）參與音樂製作。路德維格與坂東祐大擔綱本片作曲和編曲。細田守和岩崎太整擔綱作詞。主題曲方面，考量到本片主角作為歌手的角色，在招募演唱人選的時候，採取應募者上傳歌唱音頻的方式，再從中篩選擔綱演唱的人選。主題曲《U》為日本音樂家常田大希所屬的音樂團體millennium parade與日本創作歌手中村佳穗聯手操刀，該首歌的背景音樂採用小鼓和管弦樂進行鋪成，中村佳穗在這部電影除了擔任主角小鈴（貝兒）的配音之外，也擔綱電影的主題曲《U》和劇中曲《歌啊》（日语：歌よ）、《在你的心旁》（日语：心のそばに）、《給相隔兩地的你》（日语：はなればなれの君へ）與其餘部分曲目的演唱。《歌啊》採用人聲演唱搭配管弦樂，細田守聽過該首歌後，稱讚路德維格·福塞爾「做了一首很有說服力的歌」。《在你的心旁》為人聲演唱融合弦樂器、豎琴、鋼琴合奏的民謠歌曲，由細田守編寫歌詞。《給相隔兩地的你》包含樂器演奏版在內總共有七個版本，第一個主要人聲演唱版本出現在劇情後段現實世界和「U」世界交錯的段落，歌曲中間重疊的歌聲包括其他歌手和配音演員的聲音，片尾曲則是中村佳穗獨唱的版本。電影在各地區上映時，有不同語言的錄製版本：其中創作歌手凱莉·麥克尼爾（英語：Kylie McNeill）擔任英語版的主題曲和劇中曲演唱者，泰語版則是由泰國Youtube演員兼歌手MindaRyn演唱。普通话版由网易云歌手及bilibiliup主陈无二演唱。
飾演知（天使）的音樂藝術家Hana Hope、作為佩姬·蘇配音的ermhoi、分飾合唱隊成員的森山良子、中尾幸世、坂本冬美、岩崎良美、清水美智子在本作裡擔任次要人聲演唱，偕同Ensemble FOVE、坂東祐大參與原聲帶的曲目創作。電影裡除了岩崎太整、路德維格、坂東祐大、中村佳穗等人合作的音樂以外，還出現其他音樂家譜寫的作品，其中學生們在音樂教室練習合唱的歌曲，為坂本九擔綱作曲、荒木豐久與三木剛協作的歌曲《心之瞳》。合唱隊在劇中演唱的曲目《讓我們演奏里拉琴歌唱》（日语：いざ、リラを奏でて歌わん）翻唱自13世紀的經文歌《Alle Psallite Cum Luya》，細田守在接受採訪時表示，他最初是在加入函館教堂的合唱團期間聽見這首歌，後來他在製作電影期間採用這首歌，岩崎太整則在收到樂譜時，委託經紀人安排彩排日程，從森山的手裡取得編輯成慢節奏的練習用磁帶並安排歌曲錄音。
岩崎太整表示，有鑑於「多樣性」是本片裡「U」世界的主題，所以他想和多名作曲家共同構思配樂。作曲家們依據細田守對作品的印象，邊看著分鏡、邊創作適合場景的樂曲，同時顧及嚴重特殊傳染性肺炎疫情、難以近距離交流的影響，作曲家們利用網路通訊交換意見，再繼續製作音樂。岩崎太整在製作音樂的過程中，為了創作歌曲前往電影舞台原型高知縣裡登場的沉下橋譜寫歌曲，同時對外徵集用於《給相隔兩地的你》曲目中的合聲，在製作英語版原聲帶期間，則經由路德維格·福塞爾協助翻譯歌詞。岩崎太整稱「這部作品是以互聯網上的虛擬空間為主題的，但我認為沒有互聯網，就不可能製作出這部電影的音樂」。日語版原聲帶於2021年Oricon公佈的音樂專輯週間排行榜中，最高排名第4名，共計入圍週間排行榜12次。

#### 主題曲
- 音樂藝術：millennium parade（日语：millennium parade） & Belle
- 音樂& 歌詞：常田大希
- 主唱：Belle（中村佳穗（日语：中村佳穂））
- 定音鼓、鼓線軍鼓、馬林巴、大鼓 & 銅鈸：石若駿
- 喇叭排列、喇叭、薩克斯風 & 長笛：MELRAW
- 鋼琴 & 合成器：江崎文武
- 長號：川原聖仁
- 喇叭：濱地宗
- 節拍程序設計 & 其他樂器：常田大希
- 聲音錄製、混音：佐佐木優

#### 劇中曲
《Blunt Words》
- 作詞：Ludvig Forssell
- 作曲：Ludvig Forssell
- 編曲：Ludvig Forssell
- 主唱：ermhoi

（英語翻唱版：Gales of Song；普通话翻唱版本：《我的歌》；台湾繁体中文歌名翻译：歌啊）
- 歌詞：中村佳穂
- 作曲：Ludvig Forssell
- 編曲：Ludvig Forssell
- 主唱：内藤鈴／Belle（中村佳穗（日语：中村佳穂））

（英語版：Alle Psallite Cum Luya）
- 主唱：森山良子、中尾幸世、坂本冬美、岩崎良美、清水美智子、中村佳穂

（英語翻唱版：Lend Me Your Voice；普通话翻唱版本：《心旁》；台湾繁体中文歌名翻译：在你心的旁邊）
- 歌詞：細田守・中村佳穂・岩崎太整
- 作曲：岩崎太整
- 主唱：内藤鈴／Belle（中村佳穗（日语：中村佳穂））

（英語版：A Million Miles Away；普通话翻唱版本：《给远在天边的你》；台湾繁体中文歌名翻译：給相隔兩地的你）
- 歌詞：細田守・中村佳穂・岩崎太整
- 作曲：岩崎太整
- 主唱：内藤鈴／Belle（中村佳穗（日语：中村佳穂））

## 主題和解讀
細田守基於任職東映動畫時期立定用自己的方式重新詮釋《美女與野獸》的理想、對於日本動畫常用帶有性剝削的鏡頭刻畫女性角色對虛擬世界和現實世界產生影響的省思，顧及女兒在未來使用開始使用社群網站進行各種線上互動時，如何在網際世界自處，還有年輕族群在現實世界和網路世界活動的常態，構思出這個故事。電影的主題包含網路、校園、家庭、友誼、愛情、生死本質、家庭暴力、心理創傷、個人成長等。多數影評人指出，《龍與雀斑公主》的許多故事元素是向《美女與野獸》致敬，同時反映網路的可能性與潛在問題。其他媒體和影評人也試圖通過其它角度對本片加以分析，有觀點將影片解讀為數位時代的童話和警示故事。地圖工作室CEO齋藤優一郎接受採訪時，稱本片是關於一個人的雙重性與身份，還有成長的故事。日本電視台製作人谷生俊美則將本片解讀成關於自我肯定的故事。

## 發行與上映
2020年12月15日，在東寶舉行的作品發佈會上公佈有關消息，並公開首張集合全球50億人以上的網路世界「U」為故事舞台的概念藝術圖。2021年6月30日，宣佈本片將以IMAX版本上映，這也是細田守執導作品當中首部IMAX上映影片，同時和日本國內包含服裝廠牌Uniqlo、內衣廠牌「peach john」、連鎖便利商店企業羅森等多家廠商進行商業合作。地圖工作室為宣傳《龍與雀斑公主》兼慶祝工作室成立10週年，於7月7日至11月14日於宇宙博物館TeNQ舉辦《地圖工作室宙與雲展》，展覽內容包含地圖工作室歷史回顧、宇宙航空研究開發機構解說積雨雲形成原理、歷代作品登場的積雨雲美術作品和寓意說明、《龍與雀斑公主》的展示，其後於7月30日至8月31日在baseyard tokyo舉辦十週年紀念企劃展《如今終於到達的軌跡展（日语：辿り着くまでの軌跡展）》，展出自《跳躍吧！時空少女》以來的歷代作品設定資料和銷售相關商品。高知縣觀光協會還和富士夢幻航空簽訂冠名權契約，將編號JA13FJ的Embraer E175STD彩繪客機命名為「龍與雀斑公主 高知號（日语：竜とそばかすの姫 高知号）」宣傳電影。電影取景地點之一的高知縣越知町亦配合電影宣傳，於2021年9月23日至2021年11月7日舉辦仁淀川流域巡迴電影海報展，與當地果園業者岡林農園推廣農產品。除了實體宣傳之外，電影官方也分別在Youtube與Instagram架設劇中女主角小鈴的虛擬身分「貝兒」的官方頻道。
本片於2021年7月15日第74屆坎城影展全球首映，為細田守繼《未來的未來》入圍第71屆坎城影展導演雙週後，第二度獲選入圍坎城影展。同年9月10日於杜比影院上映後，於同年10月22日上映MX4D版本。除了日本以外，本片也在20個國家或地區上映，英語版則在108個國家上映。美國電影協會因為電影的主題內容、語言、涉及暴力和部份性暗示，將該片評級為PG（英語：Parental Guidance Suggested），亦即「建議家長指導，一些內容可能不適合兒童觀看」。德語版的發行地區則定於德國、奧地利、瑞士德語區。2022年维尔纽斯国际影展中，影展為支持2022年俄烏軍事衝突的烏克蘭難民，將包含本片在內的部分電影翻譯成烏克蘭文，邀請烏克蘭戰爭難民演員卡琳娜·切爾尼亞夫斯卡婭（烏克蘭語：Karina Chernyavskaya）擔任本片配音。

### 特別放映
2021年8月9日，卢卡诺影展为表彰细田守前20年的执导生涯贡献，兼致敬《雀斑公主》在该届影展进行瑞士首映，透过视频转播颁发第一届卢卡诺儿童奖给细田守兼同场拨放該片，同日于影展新设立面向儿少观众族群的官方电影分部「卢卡诺儿童部（英語：Locarno Kids）」播映细田守前作《狼的孩子雨和雪》、《怪物的孩子》。 2021年度参与播映的其他单元有第38届耶路撒冷电影节、第59届纽约电影节（美国首映）、第27届雅典国际影展、苏格兰爱动画影展（苏格兰首映）、第16届罗马电影节、第41届夏威夷国际影展、第27届日内瓦国际影展、第59届西班牙希洪国际影展、第23届里约热内如国际影展。
2022年，本片在日本国内的特别播映单元，分别为南海放送于2022年3月19日和3月20日在爱媛县今治市大三岛的多多罗露营场举行的免费户外电影会，4月20日J-WAVE为纪念《龙与雀斑公主》发行蓝光光碟和DVD，于EJ动画电影院新宿院举办的会员专属放映会，该场放映活动邀请地图工作室CEO齐藤优一郎和日本电视台全球商业局电影事业部制作人谷生俊美担纲特别嘉宾。10月19日早稻田大學文化藝術週舉辦的特別放映會，邀請細田守和早稻田大學文學研究所教授坪井秀人進行「故事和映像」主題對談。日本電影院「TOHO Cinemas Hibiya（日语：TOHOシネマズ 日比谷）」為紀念引進IMAX技術，於11月4日至11月10日舉辦「IMAX影展in日比谷（日语：IMAX映画祭in日比谷）」活動，播映包含本片在內的電影。同年度海外地区参与播映的单元则有荷兰阿姆斯特丹奇幻影展主办的「奇幻俱乐部（英語：Club Imagine）」、洛杉磯卢卡诺影展、立陶宛维尔纽斯国际影展、捷克第9屆未來之門影展（捷克首映）、密尔瓦基影展、德国第22屆日本连结影展、克罗埃西亚萨格勒布世界动画电影节的动画长片竞赛项目、第2届土耳其伊兹密尔国际电影和音乐节、第28屆義大利電影之島影展（義大利語：Isola del Cinema）、第23屆威斯巴登國際動畫節、波兰第22屆新视野国际电影节。7月，本片和细田守的前作《狼的孩子雨和雪》、《夏日大作战》于法国巴黎日本博览会细田守影展单元出展，邀请细田守透过视频连线和观众互动，亦作为美国海岸线儿童影展（英語：Coastline Children’s Film Festival）夏季电影系列播放影片清单，定于9月9日于本顿港公共图书馆户外播映。
2023年3月，日本國際交流基金將本片列為於菲律賓馬尼拉舉辦的日本電影節出展電影之一。同年5月2日至5月7日於橫濱舉辦的海岸電影節（SEASIDE CINEMA），將本片排定於5月4日放映。東映與Spotify在2024年8月至12月合辦「沉浸名曲電影（日语：名曲映画を、浴びつくそう。）」的特別放映會，活動期間在東映轄下轟音電影院播放包含本片在內的音樂主題電影。

### 家庭媒體
2022年2月3日，地圖工作室分別在官方網站和推特公佈2022年4月20日發行實體DVD和藍光光碟，兩者皆採取單枚雙層光碟格式。特別版則包含收錄在兩張光碟、每張超過100分鐘的特典視頻，內容為《龍與雀斑公主》的製作過程、宣傳視頻、配音演員特別訪談（中村佳穗、佐藤健、幾田莉拉）、特別會議（細田守、中村佳穂、常田大希）、配音幕後等未公開視頻，還有4K杜比視界的高清HDR視頻和杜比全景聲的立體聲，附有縮印劇場小冊和增頁小冊。其中藍光光碟上市首周於日本亞馬遜名列動畫熱銷排行榜冠軍，DVD和特別版則位列該週銷售排行榜第3名和第6名。美國經銷商GKIDS在2022年5月3日發行數位版，2022年5月17日發行藍光光碟版本。美國版除包含日語版相關內容以外，採用DTS-HD Master Audio 5.1音軌搭配日語原版和英語的雙語配音，字幕分成英語、英語 SDH 或西班牙語字幕，附錄GKIDS 和 NYAV Post 團隊對英語版聲演人員和將樂曲改編成英語的幕後採訪，還有細田守在2021年在美國影評家彼德·德布魯格主持洛杉磯動畫電影節期間，討論在電影背後的想法，還有和影評家萊納德·馬爾汀（英語：Leonard Maltin）的問答特輯。台灣地區由車庫娛樂代理，於2022年6月發行DVD。

### 電視播放和影音平台
串流媒體和網路電視發行部分，地圖工作室在2022年3月2日宣佈授權包含亞馬遜Prime影音、iTunes Store在內的部份媒體和電視公司發行本片的電子銷售檔案，同年3月16日公開授權數位檔案租借。2022年5月21日，WOWOW電影為紀念《龍與雀斑公主》在該台下午1點正式首映，於當天連續播放包含本片在內的六部細田守電影作品。
2022年7月，日本電視台（也有參與本片製作）為紀念《龍與雀斑公主》在該台節目《週五電影院！》首播，於7月1日撥放《跳躍吧！時空少女》，本片則排定於7月8日撥映，受安倍晉三遇刺案的影響，日本電視台宣布延後首播日期至9月23日，以無刪減版本撥出。首播收視率7.5%。根據日本串流平台U-NEXT統計，本片在2022年U-NEXT動畫租賃類年度收視排行榜位居第二名。
海外地區部分，英國動漫發行公司Anime Limited於2022年2月4日首播，網飛的印尼分部率先於同年3月2日上架影片。HBO Max於同年5月上架影片。2022年8月3日上架Hulu和亞馬遜Prime影音

## 票房
2021年7月16日，本片正式於日本上映，受限於當日同時發佈嚴重特殊傳染性肺炎防疫相關規定，電影院容納人數的席次被縮減為50%。在日本上映的首週週末觀眾動員數45.9萬人、票房6.8億日圓，上映3天累計觀眾動員數60萬人、票房8.9億日圓，於上映後的前三週週末蟬聯日本週末電影票房冠軍。截至2021年9月10日，本片票房突破58.7億日圓，超越最終票房58.5億日圓的《怪物的孩子》獲得細田守導演作品最高票房成績。最終以66億日圓的票房成績收官，名列2021年日本最高電影票房第三名。部分媒體和影評家則著眼於電影在日本獲得高票房成績的原因，日本影劇網站「Cinematoday（日语：シネマトゥデイ）」駐站作者神武團四郎（日语：神武団四郎）撰文稱《龍與雀斑公主》能夠在嚴重特殊傳染性肺炎日本疫情期間獲得高票房成績，主要歸因於公佈的演員陣容表、日本電視台連續三週在週五電影院播放細田守的歷代作品、熟悉的主題和觀眾口耳傳播、中村佳穗兼任主角和演唱者、知名作曲家合作譜曲、音樂宣傳的現象。日本電視台製作人谷生俊美與地圖工作室CEO齊藤優一郎接受媒體採訪期間，谷生稱本片能夠收穫票房佳績，是因為作品包含透過故事傳達給人們的訊息、自我肯定的主題性與在廣泛年齡階層都能從中找到自身投射角色的影響。日本影評家兼作家伊藤さとり在個人網站分析道，本片和其他諸如《讓我聽見愛的歌聲》等有女歌手登場的音樂電影，或是像《冰雪奇緣》出現女主角歌唱橋段的電影，較容易讓兒童和女性產生興趣。
台灣地區於2021年10月8日上映，首日票房突破800萬新台幣，10月27日時總票房突破1800萬新台幣，最終總票房為2133.6萬新台幣，為2021年在台灣播映的日本電影票房第7名。北美地區於2022年1月14日正式在電影院上映，上映的首週末於1326間電影院獲得共160萬美元的票房成績，在馬丁·路德·金恩紀念日的四天假期期間總票房增至180萬美元，在第二個週末以570,213美元的票房成績跌出前十名，截至3月31日總票房為401.8萬美元。根據Box Office Mojo統計（未納入台灣、香港、中國大陸），本片除了日本和美國以外，總票房額度較高的國家地區分別為法國（71.6萬美元）、南韓（54.2萬美元）、俄羅斯獨立國家國協（53.6萬美元）。
| 上一届： 《東京復仇者》 | 2021年日本週末票房冠軍 第29-31週 | 下一届： 《玩命關頭9》 |

## 迴響

### 評價

#### 日本國內評論
《龍與雀斑公主》在日本國內發行時的評價兩極分化，仍獲得廣泛的迴響和矚目，其中視覺動畫、音樂為日本主流評論稱讚的焦點，輿論分歧出現在對小鈴獨自營救遭受家庭暴力的兄弟的橋段解讀，部分評論則對編劇刻劃提出質疑。日本媒體網站《女子—SPA！》駐站影評家小野寺系整理觀眾對電影感到不適的論點和劇情片段，指出細田守開始主導編劇權後的故事質量有所下滑，造成劇情缺乏連貫性和真實性，同時和前作《狼的孩子雨和雪》存在著重女性高尚精神和母性的理想化問題，小野寺系在文章裡寫道，本片劇情存在的問題中，尤其以小鈴身邊照應她的熟人和朋友放任她獨自冒險前往東京救援知與惠兄弟倆、質疑兒童相談所介入救援的能力但未具體描述男孩們如何獲得救援、淡化真正面臨並努力解決實際問題的人、將虛擬世界扮演警察角色的勢力描繪成單方面的惡棍最為明顯，家庭暴力不斷成為世界上的一個社會問題，單憑高尚的精神和母性很難克服不合理的暴力，而且劇中虐待兒童的問題未獲得解決，稱雖然本片處理的是實際的社會問題，但有很多地方的描寫方式處於脫離現實的狀態。。日本影劇網站Citar駐站編者兼作家佐藤泉則在彙整觀眾意見的分析文章裡，指稱觀眾抱持疑問觀點的部分，分別是故事發展和設定、小鈴的母親為了救人犧牲而留下女兒、小鈴（貝兒）對龍的感情與獨自去幫助有父親施暴的家庭的舉動，反對者批評「設定有些鬆散，作品和《美女與野獸》過於相似」、「母親過世後留下女兒和善良是截然不同的事，寧願不幫忙也不希望自己死」、「高中生獨自幫助有施暴者父親的家庭過於危險，沒有解決問題且虐待問題不易解決，不希望自己的孩子仿效這種行為」。佐藤泉分析道，小鈴獨自救援兄弟倆的行動，其實是追朔母親生前的行為，稱細田守藉由本片表達「有對立面的存在是真實存在的證明，只有贊同的存在才是謊言」、「不被周遭的聲音影響，活出自己」、「真正的善良不是當旁觀者，而是親身參與其中」的訊息，同時親自體現「有反對者存在的真面目」，稱這部電影「是在獲得嚴厲批評後才真正完成，讓人們有勇氣以自己的方式生活的作品」、「是一部真實的、以至於出現反對者的傑作」。曾參演《狼的孩子雨和雪》、《怪物的孩子》的演員宮崎葵給予本片好評，稱她最喜歡小鈴乘車期間利用手機和父親交流的劇情片段，認為役所廣司的聲音傳達父親的溫柔和體諒之情。
參演本片的佐藤健對電影持正面評價，稱讚「故事本身很有趣，所有角色都非常有魅力，光是片中美麗的畫面和動聽的音樂，就讓我淚流滿面。可說是一部會引發人類生理反應的電影，尤其是電影的中後半段會不斷地刺激淚腺，非常強烈建議去戲院觀賞。」。日本電影導演暨影評家樋口尚文在個人專欄「樋口尚文的千夜千本」肯定本片雙重結構的世界觀設定和寫實創造力，指稱本片為「用奇蹟般的手法融合相反兩極的作風的傑作」，道出作品深入探討其中的社會問題。日本影評家吉田伊知郎和編劇兼影評家久保田和馬在文化網站《Real Sound》撰文肯定電影的虛擬世界視覺設計與世界觀對比，但也稱劇情後段發展、劇本、設定存在著瑕疵。《電影旬報》的原真利子對中村佳穗與佐藤健的演出、世界觀的設定、電影音樂、故事傳遞的訊息讚譽有加。日本動畫評論者兼明治大學研究所特任教授冰川龍介則在影評裡論及本片在藝術性與娛樂性之間取得的平衡、具普遍性的主題，他還讚賞細田守融合優美歌曲和多方領域設計動畫世界的手法與電影的世界觀，將本片評為「堪稱顛峰與新銳之作，在『看清世界整體的視野』和『今後如何重建世界』方面，也許是能賦予積極希望力量的作品」。
同為日本影劇網站Citar駐站編者的間真生在影視解析文章寫道，觀眾對於電影裡惠（龍）、知（天使）兄弟倆最終是否獲救存在著疑問，主因在於虐待不是能夠輕易解決的問題，間真生亦分析，小鈴（貝兒）為兄弟倆付出關心、甚至願意與他們一起抵抗危險的舉動，讓惠（龍）先前遭父親虐待、未能保護好弟弟、無法信任他人的情感創傷獲得治癒，將繼續積極地生活，面對暴力的父親並與之抗爭，同時透過在網路尋求幫助，不但能意識到自己可做的範圍，還能向世界傳播真相、直接求助，更總結倘若兄弟倆齊心合作，從父親的手裡獲救的日子亦已不遠。電影在日本電視台《週五電影院！》首播後，放送倫理、番組向上機構收獲觀眾投訴「劇情內容可能誤導大眾關於兒童相談所的救援流程，應該採取措施，避免在播放過程中傳播誤解」的意見，但未進入評議討論階段。

#### 國際評論
本片在國際上獲得的評價趨向正面，特別是歐美影評圈。媒體和影評家主要稱讚電影的動畫效果、作品世界觀、故事主題、音樂，針對劇情和主角採取的救援行動則有看法不一的意見，劇本設定則有批評的聲音。2021年7月15日，《龍與雀斑公主》於第74屆坎城影展首映獲得熱烈好評，播映後超過千名的觀眾起立鼓掌超過14分鐘。美國影評家喬·摩根斯登在《華爾街日報》評論本片「有太多情節需要駕馭，但是影片核心和豪華的藝術是如此準確到位，呈現靈活與清晰的風格」。同為美國影評家的曼諾拉·達吉斯在《紐約時報》發表的影評針對此片視覺品質、角色發展、世界觀設定給予正面評價，賦予本片的評語為「經久不衰的感動」。《洛杉磯時報》的美國影評人和專欄作家賈斯汀·常讚譽此片的視覺效果和故事，稱道：「像歲月般古老的故事和抖音般新奇，用幻想和技巧包裝的視覺世界揭曉意想不到的真實。」。《華盛頓時報》則給予本片「這部女性賦權的作品，顛覆了日本動漫電影和漫畫小說中經常將少女和女性描繪成軟弱、空虛、過度著重性的描寫的風格。」的註解和評價。《Time Out》的凱文·哈雷（Kevin Harley）、《每日電訊報》的羅比·科林、《Total Film》的菲爾·德·賽姆林（Phil de Semlyen）在媒體綜評給出滿分五顆星的評分，寫道：「在隱藏的深處和光彩奪目的表象、家庭的真相和虛擬的奇觀之間，細田關於少年的痛苦、連結性和情感救贖的故事令人欣喜若狂。」、「《龍與雀斑公主》是一部關於我們線上線下雙重生活的精彩觀察、令人目不暇接的動畫科幻童話——這是細田自 2012 年的《狼的孩子雨和雪》以來最好的電影，也許是他迄今為止最好的電影」、「細田守的網路童話基本上充斥著令人感到驚奇的事物，被建構得如此精密且壯麗的虛擬世界場景如同浪潮般衝擊著你，讓威廉·吉布森大開眼界。」。
香港浸會大學電影學院研究助理教授兼影評家陳智廷在「香港電影評論學會」的焦點短評單元的評論裡形容《龍與雀斑公主》是「《美女與野獸》元宇宙（Metaverse）的變奏」，稱道「動畫想像出來的元宇宙，讓人超越現實的不堪與限制，但電影讓人感動爆哭的點在於，女主角卸下虛擬世界裏華美的袍，勇敢直面現實的脆弱與創傷，在眾親友幫助下，冒著生命危險隻身去救一位需要幫助的陌生人。」。韓國電影《寄生上流》導演奉俊昊在東京國際影展與細田守通訊期間，讚譽劇裡對小鈴和父親之間的家庭關係描繪，還有役所廣司的配音表現，他在講評裡稱本片反映了嚴重特殊傳染性肺炎期間的世界，同時評論小鈴和龍在電影近尾聲相擁的片段讓他「非常激動又感動」。美國芝加哥影評人協會兼評論家選擇協會成員羅伯特·寇傑德（Robert Kojder）在影評網站「Flickeringmyth.com」給本片滿分五顆星的評比分數，寫道：「不單只是重製版的《美女與野獸》，而是接受源自古典作品的靈感，借鑑基本的主題概念，打造全然不同的故事」，他在影評裡稱譽本片的故事主題、節奏、視覺效果，同時評定本片為「達到黃金品質、難以忘懷的電影作品」。2022年3月，在迪士尼釋出細田守與皮克斯動畫導演石之予的單獨視訊訪談中，石之予也給予本片好評。
有些海外媒體和影評家則對本片持褒貶不一的觀點，香港作家兼影評家鄭政恆在「香港電影評論學會」的焦點短評讚揚電影成功刻劃真實世界與網絡世界的二元化、內心創傷少女的世界和小鈴身邊的朋友們，但也指稱結尾部分要從虛擬世界，回到現實中一個家庭面對的困難，表達上比較吃力。《衛報》的影評作家彼得·布拉德肖（英語：Peter Bradshaw）在滿分五顆星裡給出三顆星的評分，稱本片「擁有驚人的銀幕奇觀，卻限制於詭異的後現代情感意象劇本」。批評者則詬病劇情章節設計的問題，美國影評網站「Mark Reviews Movie」的影評家馬克·道傑斯克（Mark·Dujsik）給予本片的評比分數為2.5顆星（網站滿分最高4顆星）稱細田守雖然試圖在兩個不同世界的舞台，加進自己所有的構想，卻沒有讓觀眾看見預期連接成固定形式的效果，盡管在描繪現實世界和網路世界方面增添許多值得稱讚的個別要素，亦有極好的想法，但是呈現的劇情、步調、模式、思想方面顯得雜亂無章。香港影評家博比肯定作品的視覺效果呈現，但指出故事意圖涉及不同社會現象，造成最後只能簡化處理，不同角色個性及關係交代略為匆忙，或要歸咎於結構鬆散、章節拼湊的問題，評論道「不禁使人懷念從前有奥寺佐渡子創作的劇本，如何兼顧人物及主題的高度。」。
2022年1月，根據電影市場調查機構PostTrak的民意調查，有86%的美國觀眾給予本片正面評價，其中有63%的觀眾表示願意推薦本片。截至2022年02月13日，爛番茄網站根據128篇專業評論，總計「新鮮度」為95%，平均得分7.9（滿分10分），觀眾投票獲得95%的分數，平均得分為4.6（滿分5分），該網站的共識評價中寫道：「耀眼炫目的動畫效果讓非凡的故事栩栩如生，《龍與雀斑公主》為身兼導演與編劇的細田守樹立傑出的新標準」；Metacritic根據31條評論（28篇好評，3篇褒貶不一），加權平均為83分（滿分為100分），代表「普遍讚譽」。本片在中國大陸的整體評價趨於不佳且票房表現失利，電影官方微博更出現向觀眾與批評者回覆說明電影相關劇情的文章。

### 榮譽和獎項
本片被幾個媒體和影評網站列入2021年前十佳動畫電影名單，其中在網際網路電影資料庫名列該網站2021年度最佳動畫電影第10名兼最佳日本動畫電影第3名、《MovieWeb》排名第6名、《Vulture》和《TheWrap》無排序榜單上有名、《漫畫書資源網》排名第5名、《Collider》排名第2名。《IndieWire》根據187名影評家和記者投票選出2021年度最佳前50部電影名冊裡，本片排名第42名。2022年，《IndieWire》列出21世紀最佳41部動畫電影名冊裡，本片排名第35名。《Paste_(magazine)》將本片列入2022年的前十佳動畫電影名單第3名與前15名科幻電影第3名。《美聯社》的影評人傑克·柯伊爾（英語：Jake Coyle）將其評為2022年度十大電影排行第2名。入圍Metacritic影史百大動畫電影第65名和影史百大科幻電影第47名。
日本國內獎項方面，參演本片的役所廣司在第13屆TAMA電影獎贏得最優秀男演員獎，主演兼主題曲演唱者中村佳穗取得第27屆日本數位媒體協會獎（AMD獎）優秀賞，她和millennium parade聯合創作的主題曲《U》不僅《龍與雀斑公主》在日本上映當天拿下iTunes綜合排行榜冠軍，於2021年獲頒MTV日本音樂錄影帶大獎的「最佳日本音樂合作視頻獎」，還贏取第26屆Space Shower 音樂獎最佳電影主題曲獎。電影還在國內奪得第45屆日本電影學院獎優秀動畫作品賞和最優秀音樂賞獎項、第9屆VFX-JAPAN獎劇場公開動畫電影部門最優秀賞作品、第16屆聲優獎特別獎、第36屆日本金唱片大獎年度最佳原聲帶專輯。
海外獎項的部分，《龍與雀斑公主》獲得了多個電影節的獎項認可，其中包含第74屆盧卡諾影展的首屆盧卡諾兒童獎、 動畫也算電影影展特殊評審團獎、第41屆夏威夷國際影展觀眾獎最佳劇情長片獎、第34屆芝加哥影评人协会觀眾獎最佳劇情長片獎、第47屆洛杉磯影評人協會最佳動畫獎亞軍和第6屆新墨西哥州影评人协会最佳動畫獎亞軍、第21屆Anifilm捷克國際動畫影展最佳兒童電影長片獎、第26屆海灣卡通動畫展最佳劇本獎，細田守在第54屆錫切斯影展獲取最高榮譽獎。《龍與雀斑公主》獲選入圍第94屆奧斯卡金像獎最佳動畫片的初選名單，但未能進入決選名單。本片共獲得5項安妮獎提名，追平押井守執導的《攻殼機動隊》5項安妮獎提名的記錄，成為當時安妮獎提名數最多的日本電影，直至2024年第51屆安妮獎才被宮崎駿執導的《蒼鷺與少年》與新海誠執導的《鈴芽之旅》以7項獎項提名的記錄超越。

### 現實影響與後續餘波

#### 對取景地區和產業的影響
《龍與雀斑公主》在2021年7月上映後，高知縣觀光協會因應《龍與雀斑公主》電影上映，與地圖工作室合作進行電影宣傳暨規劃劇中登場的高知縣相關景點路線，推動縣市的觀光經濟。2021年12月15日，越知町獲得「動漫畫觀光協會」頒發2022年度新增「想造訪的88個日本動漫聖地（日语：動漫聖地訪れてみたい日本のアニメ聖地88）」朝聖地點認證，越知町官方網站還特別發佈遊客參訪特定景點時的注意事項。截至2021年12月25日，作為劇中取景地點之一的淺尾沉下橋在4個半月的期間湧進共超過13000名遊客，《龍與雀斑公主》為高知縣所帶來的觀光效應則被評估為44億5千萬日幣左右。人偶模型製造公司海洋堂社長宮脅修一為了帶動高知縣的動畫產業，投身參與振興高知縣動畫產業的計畫項目，訂製高達2公尺、由纖維強化塑膠製成的劇中角色「龍」的雕像，於2022年1月20日官民聯合召開振興高知縣動畫產業的「高知動畫創作者聖地計畫」的發表會首度公開展示後，高知縣政府耗資840萬日圓買下這尊雕像和設置展覽空間，將其移至越知町横倉山自然之森博物館的3樓永久展覽空間並於7月22日出展。2022年7月，高知縣邀請細田守出席第71回高知市夏季大學講座，說明電影在高知縣取材的理由，高知縣觀光協會為慶祝《龍與雀斑公主》上映滿週年，於7月22日在土佐市複合文化設施舉辦紀念播映會，同日邀請細田守參與横倉山自然之森博物館展示劇中角色「龍」的雕像的揭幕儀式。2023年4月1日至5月14日，横山隆一記念漫畫館正式舉辦該片的電影主題展覽「龍與雀斑公主展～高知的遺産～（竜とそばかすの姫展～高知への遺産～）」，介紹導演細田守製作電影的想法和製作電影的過程，展示分鏡、角色設計圖、為電影實際製作的衣服等300多個相關物件，館方稱藉由該項展覽，以此呼籲人們共同思考電影在高知留下的軌跡。

#### 對製作團隊與參演人員的影響
電影獲得成功後，連帶影響幾名製作團隊成員與參演成員的事業，其中以飾演本片主角兼演唱劇中曲目的中村佳穗、參與片中角色服裝設計的服裝設計師森永邦彥、導演細田守最為顯著。中村佳穗因為參與本片演出令名聲遠揚，於2021年12月底與參與主題曲創作的millennium parade以「millennium parade × Belle」的名義首度參加第72回NHK紅白歌合戰，她在接受文藝媒體《CINRA》採訪時，稱參演電影的經歷讓她在創作個人專輯《NIA》時受益匪淺，更能唱出直率且出奇良好的歌詞、輕鬆將事物視覺化、提升對於明亮清脆的樂曲的反應度。《龍與雀斑公主》官方於2021年10月宣布與創立日本時裝品牌「ANREALAGE」兼參與電影角色服裝設計的森永邦彥合作，參加2022年春夏巴黎時裝週，聯名合作的服裝系列於德島縣鳴門市NFT鳴門美術館展出競標，以總額5000萬日幣結標後，於2022年2月9日移至澀谷區巴而可店面展示至2022年3月31日，在NFT平台全數售罄，於2023年3月21日至4月2日舉辦的已故髮型設計師加茂克也展覽會裡出展。森永邦彥在訪談中說明道，這系列的合作活動促成他參與在VR平台Decentraland舉辦的首屆元宇宙時裝週。細田守在本片發行後，於2022年陸續受邀出席科技主題與現代社會主題的訪談與講座，獲邀擔任NHK節目《NHK學院》（日语：NHKアカデミア）第4期主講者，與觀眾交流創作方式和心得。岩崎良美在個人推特發文，表達自己對於參演該作的感謝之情，給予本作正面的評價。染谷將太則因為三度參演包含本作在內、細田守執導的動畫電影，被日本動畫導演新海誠留意和邀請擔任2022年動畫電影《鈴芽之旅》的聲演人員。
地圖工作室CEO兼本作製片人齋藤優一郎在採訪中稱道，電影是基於根據不斷變化的價值觀製作、反映時代的作品，為此細田守與他在製作電影時不能做電影續集。後來齋藤優一郎和參與製作的日本電視台製作人谷生俊美對本作在日本與海外地區獲得廣大迴響表示大喜過望，齋藤優一郎稱自己對本作相較以往任何時候更能傳播至世界上與在英語國家獲得高度評價感到高興，各國的觀眾、報導媒體、廣告等都超越了以往沒有的類別而有所擴大也讓他留下深刻印象，認為本作既是只能在所屬時代完成的具挑戰性的作品，也是能夠經過10年、20年仍經久不衰的作品。谷生俊美稱本作不僅是她首部參與製作的電影作品，同時對本作成為符合時代所追求的作品、能發行藍光光碟和DVD給因為嚴重急性呼吸道症候群冠狀病毒疫情影響無法親赴電影院的人群感到開心。2022年4月27日，地圖工作室在大日本印刷和秋葉原觀光協會成立的元宇宙空間平台「虛擬秋葉原（日语：バーチャル秋葉原）」舉辦《龍與雀斑公主》藍光光碟和DVD販賣紀念數位展覽會，同年地圖工作室為慶祝《龍與雀斑公主》上映一週年兼紀念工作室成立滿10週年，邀請東京愛樂樂團、指揮家栗田博文、奧華子、高木正勝、Ann Sally在8月14日於東京國際論壇舉辦地圖工作室10週年電影交響音樂會，演出細田守六部電影作品的配樂。

#### 對動畫與電影的影響
電影在日本國內獲取高票房成績之餘，日本也出現反思國內電影產業和文化的意見，日本電子媒體「日刊DIGITAL（日语：日刊ゲンダイDIGITAL）」刊載日本導演是枝裕和在第75屆坎城影展發表日本電影產業和文化需要改變的言論，在該篇報導文章裡引用2021年的日本電影票房排行榜，指出該年度位居前三名的《福音戰士新劇場版：終》、《名偵探柯南：緋色的彈丸》、《龍與雀斑公主》皆為動畫電影，排行第四名的真人電影是《嵐5x20演唱會電影》，排行第五名、第六名的《東京復仇者》和《神劍闖江湖 最終章》則是漫畫改編真人電影，呈現賣座電影偏見的現象，稱日本的動畫雖然是很優秀的文化，也算是日本電影界唯一能在世界上決勝負的類別，但也反映日本電影界過度偏向的問題。隨著2022年日本動漫畫《海賊王》劇場版電影《ONE PIECE FILM RED》發行，日本跡見學園女子大學文學院副教授兼電影史研究者渡邊大輔於文化網站《Real Sound》撰文回顧與分析包含本片在內著重音樂元素的動畫電影，指稱「音樂元素佔優勢」正成為21世紀，特別是2010年代以後視頻內容的主流趨勢，現代影像文化從以視覺為基調的「思考電影」轉變為對聽覺、觸覺產生情感作用的「娛樂電影」，渡邊大輔在文章中寫道，《龍與雀斑公主》作為《ONE PIECE FILM RED》的直接參考來源，兩部電影的故事和世界觀都反映了2020年代更近的各種文化狀況，稱兩者反映每個人都滿足於從噪音中解脫出來的舒適的歌世界的本質、主角的歌聲類似虛擬空間平台的特質、電影製作與VTuber運用動作捕捉和面部跟踪技術的關聯、融合傳統電影所沒有的不同背景和元素，更總結元宇宙到VTubers的尖端媒體技術，也在最近蓬勃發展的「音樂動漫」中顯露相關細節。細田守與《龍與雀斑公主》被收錄在曾主持Podcast節目「吉卜力圖書館」（Ghibliotheque）、撰寫《吉卜力電影完全指南》的廣播人兼作家麥可．里德（英語：Michael Leader）和製片兼作家傑克．康寧漢（英語：Jake Cunningham）著作的《日本經典動畫指南》（英語：The Ghibliotheque Anime Movie Guide: The Essential Guide to Japanese Animated Cinema），做為介紹日本動畫歷史80年期間30名位導演與30部經典動畫的案例。

#### 網際網路議題關注
該片還引起大眾進一步關注網路科技和現實世界的交互作用、未來發展與影響，《英國廣播公司新聞》在2022年1月18日發表的專題文章裡分析電影裡呈現網路虛擬空間的未來可能性，將該片列為「改變人們對網路認知的電影」。日本作家暨電影製片人Shinosuke（日语：しんのすけ，本名齊藤進之介）在2022年2月出版的著作「《Cinema・Life Hack 解答人生煩惱的50部電影》（日语：シネマ・ライフハック 人生の悩みに50の映画で答えてみた）」列舉《龍與雀斑公主》、《人肉搜索》、《惡水真相》三部電影，作為探討理解資訊化社會善惡議題的範例。《每日新聞》在刊登探討元宇宙未來發展的報導文章裡，引用《龍與雀斑公主》和《一級玩家》說明元宇宙的概念。《時尚》日本分部刊載的專題文章裡，解析《龍與雀斑公主》反映的社群網路的功績與罪過、網路歌手和Vtuber的崛起、現實世界與虛擬世界互相影響但也存在斷層的特性、人們在現實世界與虛擬世界之間的生活抉擇。日本分子遺傳學者兼醫科學教授村上善則在東京大學網站撰文分析本片呈現透過裝置讀取生物資訊與虛擬和現實交互影響的設定，以及未來劇中設定成為現實的可能性，稱希望觀看本片的年輕人也能從疾病科學中獲得啟發。2022年12月，日本特定非營利法人映像產業振興機構以該片在海外地區獲得廣泛迴響的現象做為主要案例，舉行線上盜版對策研討會，探討盜版對策如何推進維護智慧財產權與商業發展。日本資訊處理學會電腦安全研究小組（CSEC）和安全心理學與信任研究小組（SPT）在2023年12月共同主辦的研究會議分會場，引用該片為學習網路安全隱私問題和模擬對策的範例。
日本VTuber業務公司「Brave group」代表董事野口圭登在2024年1月評稱本片反映了人們透過VTuber事業，以虛擬形象身份作為「另一個自己」活動，成為元宇宙藝人實現夢想的正面影響。2024年10月，元宇宙平台「SUZUVERSE」代表冨岡剛接受原AKB48成員鈴木優香採訪，冨岡剛指稱公司名稱由「SUZUVERSE」創辦者宮内亮治取用本片女主角的名字命名而來。

#### 教育影響
2023年3月，《朝日新聞》報導道，日本的教科書出版社日本文教出版負責人因為肯定《龍與雀斑公主》容易讓高中生產生共鳴、讓學生們思考自己的生活方式和周圍環境的訊息，還有顧及學生們鑑賞電影時能否學到和意識到某些事物，將其列入該出版社2024年發行的高中美術教科書《高校美術III》裡的動畫技術教學單元，作為範例作品之一。收錄該作的教科書於2023年3月經由文部科學省審核通過，作為2024年春天啟用的高中美術教材（文部科學省審定教科書）。

## 週邊商品

### 小說
2021年6月15日，由本片導演細田守擔綱著作的原著小說於角川文庫正式發售，故事以主角內藤鈴（小鈴/貝兒）作為第一人稱視角，內容包含部分動畫未提及的情節和設定，同年8月10日公開原著小說再版的新聞，在日本上市兩個月內便創下再版4次的銷售成績。
| 卷數 | 角川書店 | 角川書店      | 角川書店               | 台灣角川     | 台灣角川      | 台灣角川               | 天闻角川     | 天闻角川      | 天闻角川               |
| 卷數 | 標題     | 發售日期      | ISBN                   | 標題         | 發售日期      | ISBN                   | 標題         | 發售日期      | ISBN                   |
| ---- | -------- | ------------- | ---------------------- | ------------ | ------------- | ---------------------- | ------------ | ------------- | ---------------------- |
| 全   |          | 2021年6月15日 | ISBN 978-4-04-111056-0 | 龍與雀斑公主 | 2021年10月7日 | ISBN 978-9-86-524900-7 | 龙与雀斑公主 | 2022年7月20日 | ISBN 978-7-5133-4842-3 |

童書版
| 卷數 | 角川書店 | 角川書店      | 角川書店               |
| 卷數 | 標題     | 發售日期      | ISBN                   |
| ---- | -------- | ------------- | ---------------------- |
| 全   |          | 2021年6月30日 | ISBN 978-4-04-632099-5 |

### 動畫繪本
2021年8月6日，根據本片製作的動畫繪本於KADOKAWA正式發售。
| 卷數 | 角川書店 | 角川書店     | 角川書店               |
| 卷數 | 標題     | 發售日期     | ISBN                   |
| ---- | -------- | ------------ | ---------------------- |
| 全   |          | 2021年8月6日 | ISBN 978-4-04-111498-8 |

### 公式設定集
| 卷數 | 角川書店 | 角川書店      | 角川書店               |
| 卷數 | 副標題   | 發售日期      | ISBN                   |
| ---- | -------- | ------------- | ---------------------- |
| 全   |          | 2021年9月18日 | ISBN 978-4-04-111858-0 |

### 影音光碟
2022年2月3日，宣布本片的超高清蓝光光碟、藍光光碟和DVD將於同年4月20日發售。
| 卷數 | 發售日期      | 規格編號     | 規格編號   | 規格編號   |
| 卷數 | 發售日期      | UHD-BD限定版 | BD限定版   | DVD限定版  |
| 日本 | 日本          | 日本         | 日本       | 日本       |
| ---- | ------------- | ------------ | ---------- | ---------- |
| 01   | 2022年4月20日 | VPXT-71892   | VPXT-71893 | VPBT-14147 |

## 外部連結
- 官方网站 （日語）
- 官方网站 （繁體中文）
- 官方网站 （简体中文）
- 龍與雀斑公主的X（前Twitter） （日語）
- Yahoo奇摩電影上《龍與雀斑公主》的資料（繁體中文）
- 豆瓣电影上《龍與雀斑公主》的資料 （简体中文）
- 时光网上《龍與雀斑公主》的資料（简体中文）
- 互联网电影数据库（IMDb）上《龍與雀斑公主》的资料（英文）
- Box Office Mojo上《龍與雀斑公主》的资料（英文）
- AllMovie上《龍與雀斑公主》的资料（英文）
- 爛番茄上《龍與雀斑公主》的資料（英文）
- Metacritic上《龍與雀斑公主》的資料（英文）